# 2012年の音楽
2012年の音楽（2012ねんのおんがく）では、2012年の音楽分野に関する動向をまとめる。
2011年の音楽-2012年の音楽-2013年の音楽

## 詳細

### 1月
- 2日 - ジャニーズ事務所所属のアイドルグループ、Hey! Say! JUMPが3月からアジア各国を巡るツアーを開催することが、この日の横浜アリーナでの正月公演前の会見で発表された[1]。
- 6日 - プリンセス・プリンセスが16年ぶりに再結成されることが発表された。
- 13日 - 1月16日付オリコンシングルチャートにて、baroqueが3作同時リリースしたシングル3作同時にTOP10にランクイン（3位 - 5位）した。3作同時リリースのシングルが3作同時にTOP10入りしたのは、1999年のDir en grey以来約13年ぶり。また、同時リリースではないが、3作以上同一アーティストがTOP10にランクインしたのは、2011年のAKB48（4作）以来1年ぶり。
- 18日 - 3月21日に開幕する第84回選抜高等学校野球大会（阪神甲子園球場）の入場行進曲が、AKB48の「Everyday、カチューシャ」に決定[2]。
- 24日 -  イギリスのロック歌手で、ザ・ローリング・ストーンズのメンバーでもあるミック・ジャガーが、ダボス会議が開かれている スイス・ダボスで開催の英国政府主催イベントの出席を取り止めた[3]。
- 27日 - 第26回日本ゴールドディスク大賞の授賞式が行われ、アーティスト・オブ・ザ・イヤー邦楽部門はAKB48、同洋楽部門はレディー・ガガ、ニュー・アーティスト・オブ・ザ・イヤー邦楽部門はKis-My-Ft2がそれぞれ受賞した。
- アメリカ合衆国の新人歌手の宣伝素材などに使用されているエレクトロ・プレス・キット（EPK）、 日本でも導入[4]。

### 2月
- 1日 - レミオロメンが活動休止を発表。
- 10日 - GO!GO!7188が解散を発表。
- 11日 -  アメリカ合衆国の歌手ホイットニー・ヒューストンが急逝（48歳）。
- 12日 - 第54回グラミー賞授賞式がロサンゼルスのステープルズ・センターで開催され、 イギリスの歌手、アデルが最優秀レコード賞など6冠を受賞した。
- 13日 - 大阪を拠点に活動するアイドルグループ、NMB48のシングル曲「純情U-19」が2月20日付オリコン週間ランキングで初登場第1位。NMB48はこれでデビューから3作連続で初登場1位を記録し、女性アーティストで初の快挙となった[5]。
- 22日 - AKB48の"公式ライバル"として結成された乃木坂46が「ぐるぐるカーテン」でCDデビュー。3月5日付オリコン週間ランキングで初登場2位を記録。
- 27日 - ももいろクローバーZのアルバム『バトル アンド ロマンス』が、CDショップ大賞の第4回大賞を受賞（全国の店員が年一度投票、全発売CDから選出）。アイドルとしては初の快挙となった[6]。
- 29日
  - コンサートの企画・制作会社「ザックコーポレーション」が倒産[7]。

### 3月
- 5日 - 作詞家のなかにし礼が、検診を受けた際に食道癌であることが判明し、なかにしがコメンテーターとしてレギュラー出演しているテレビ朝日系『ワイド!スクランブル』番組内で、全ての仕事を休止して治療に専念することを自ら公表した[8]。
- 7日
  - 指揮者の小澤征爾が、1年間（2013年2月末）まで、体力回復を理由に指揮活動を休止することを発表。ただし夏開催の「サイトウ・キネン・フェスティバル松本」は指揮を取らない替わりに総監督として、スイス・奥志賀での弦楽四重奏アカデミーの仕事には監督として携わる[9]。
  - 日本テレビ系にて、東日本大震災から1年を機に音楽特別番組『日テレ系音楽の祭典 音楽のちから2012 〜POWER OF MUSIC〜』を放送。
  - 坂本龍一と小林武史が日本のアーティスト30組を迎えた期間限定ユニット、JAPAN UNITED with MUSIC名義でビートルズのカバーシングル、「All You Need Is Love」を発売。
- 10日 - NHKでこの日、東日本大震災復興支援のチャリティー音楽特番『震災から1年 "明日へ"コンサート』を放送。
- 19日 - ボブ・ディラン、レコードデビュー50周年。
- 25日 - AKB48の前田敦子が、この日のさいたまスーパーアリーナ公演にて、同グループからの卒業を発表。
- 31日 - SDN48がこの日NHKホール（東京都渋谷区）で行われた公演を最後にメンバー全員が卒業（事実上解散）[10]。

### 4月
- コブクロが7カ月の活動休止期間を終え、活動再開を発表[11]。
- 7日 - CHEMISTRYがコンサートツアー『CHEMISTRY TOUR 2012 -Trinity-』の沖縄での最終公演で、活動をいったん休止することを発表。
- 17日 - 4月23日付オリコン週間シングルランキングにて、モーニング娘。の最新曲「恋愛ハンター」が初週約4万1000枚で初登場3位。トップ10獲得作品数を49作で歴代単独1位となった[12]。
- 24日
  - TBS系にて音楽バラエティ番組『火曜曲!』（司会：中居正広（SMAP）、江角マキコ（女優）、AKB48）放送開始[13]。
  - Mr.Childrenが4月30日付オリコン週間ランキングにて、シングル・DVD・Blu-rayチャートで史上初の3部門同時首位を記録した[14]。

### 5月
- 2日 - 演歌歌手の氷川きよしらを育成した芸能プロモーターで、長良プロダクション会長の長良じゅんが滞在先のハワイにて事故死（享年74）。
- 4日 - テレビ朝日系の音楽番組『ミュージックステーション』の一企画「Young Guns」をインターネット配信、この日放送後より配信開始。
- 10日 - Mr.Childrenがデビュー20周年を記念して、ベストアルバム『Mr.Children 2001-2005 ＜micro＞』『Mr.Children 2005-2010 ＜macro＞』を2枚同時発売。ともにミリオンセールスを記録。
- 18日
  -  アメリカ合衆国のポップミュージック歌手、ドナ・サマーが逝去（享年63）。
  - モーニング娘。のリーダーで第5期メンバーの新垣里沙と、第8期メンバーの光井愛佳が、この日東京・日本武道館で行われた全国ツアー最終公演を以てグループから卒業[15][16]。同日、8代目リーダーに第6期メンバーの道重さゆみが就くことも発表された[17]。
- 25日 - 歌手の森高千里がデビュー25周年を迎え「200曲セルフカバー」キャンペーンの一環として、動画共有サイトYouTubeに公式チャンネルを新設[18]。

### 6月
- 1日 - AKB48のシングル「真夏のSounds good !」が6月4日付オリコン週間シングルチャートで約161.7万枚の売り上げで週間売り上げ歴代1位の記録となった。
- 5日 -  韓国の女性グループAFTERSCHOOLのリーダー・Kahiが卒業することが、この日公式サイトで発表された[19]。
- 6日 - AKB48の「第4回選抜総選挙」開票イベントがこの日日本武道館で開催。選抜1位は大島優子で、2年ぶりにセンターに返り咲いた。以下、2位は前年5位から上昇の渡辺麻友、3位は柏木由紀（前年と変わらず）、4位は前年9位から躍進の指原莉乃、と続く。
- 8日
  - 6月11日付オリコン週間シングルチャートにて、1位から3位にAKB48および派生ユニットがランクイン（TOP3独占）した。（1位：Not yet『西瓜BABY』、2位：AKB48「真夏のSounds good !」、3位：渡り廊下走り隊7「少年よ 嘘をつけ!」）
  - チャン・グンソクのデビュー・アルバム『Just Crazy』がオリコンチャート初登場1位を獲得。海外男性ソロアーティストのデビュー・アルバムでの1位獲得は史上初となる。
- 12日 - 和製R&Bデュオ、バブルガム・ブラザーズのBro.KONEが元マネージャーを恐喝したとして、警視庁町田警察署に暴力行為法違反容疑で逮捕された[20]。
- 16日 - AKB48のメンバーで、先の第4回選抜総選挙で4位に躍進した指原莉乃が、週刊誌によるスキャンダルにより同日付で系列グループのHKT48へ移籍[21]。
- 29日〜7月1日 -  イギリスのロックバンド、ザ・ストーン・ローゼズがヒートンパークにて3日間の再結成ライブを開催し、22万人もの観客を動員した。

### 7月
- 1日 - THE SECOND from EXILEを結成することが、この日、札幌ドームで行われたライブツアーで明らかになった。
- 6日 - NHK交響楽団（N響）が、2015年9月から新設する首席指揮者に、旧 ソビエト連邦生まれでパリ管弦楽団音楽監督などを歴任したパーボ・ヤルビが就任することを発表[22]。
- 7日〜8日 - 幕張メッセ国際展示場にて「脱原発」をテーマにしたロック・フェス『NO NUKES 2012』が開催される。発起人は坂本龍一。
- 7日〜 - 歌手の中川翔子が自身初のアジアツアー「大家好！我係中川翔子 亞洲演唱會」を開催。 香港の2夜連続公演を皮切りに中華圏5か所にて公演[23]。
- 12日 -  イギリスのロックバンド、ローリング・ストーンズがこの日、初公演から50周年[24]。
- 13日 - AKB48の柏木由紀がソロデビューすることが、この日、柏木本人が東京・中野サンプラザで行ったソロライブで明らかになった。AKB48メンバーのソロデビューは6人目となる[25]。
- 14日 - TBS系で前年に引き続き音楽特番『音楽の日』を生放送。
- 21日 - ハロー!プロジェクト所属のアイドル真野恵里菜が2013年2月の中野サンプラザでのソロライブを最後に卒業することを、この日の大阪・オリックス劇場での同プロジェクト公演にて発表[26]。
- 23日 - HKT48へ移籍した指原莉乃がこの日のAKB48劇場での公演をもってAKB48・チームAとして最後の出演[27]。
- 27日 -  イギリス・ロンドンの五輪スタジアムでロンドンオリンピックの開会式が行われ、多数のアーティストが出演した。トリはポール・マッカートニーが務め、「ヘイ・ジュード」の大合唱で締めくくられた。

### 8月
- 8日 - フジテレビ系にて音楽特別番組『FNSうたの夏まつり』を東京・国立代々木競技場第一体育館から公開生放送。年末恒例の『FNS歌謡祭』の派生番組であり、前年に続き2回目の夏特番となった、今回1997年以来15年ぶりの公開放送を行った。
- 10日 - 浜田省吾がYouTube公式チャンネルを開設[28]。
- 12日 - ロンドンオリンピックの閉会式が行われ、開会式同様に多数のアーティストが出演した。スパイス・ガールズが5年ぶりに一夜限りの再結成を果たし、フィナーレはザ・フーが担当した。
- 13日 - 同日付オリコンチャートで矢沢永吉のアルバム『Last Song』が初登場2位を記録。1975年のソロデビュー以来、アルバムTOP10入りが通算50作目となり、自身の記録を更新するとともに、史上初の50作の大台に到達した[29]。
- 14日
  -  アメリカ合衆国のポップグループ、ザ・ビーチ・ボーイズがブライアン・ウィルソン率いるオリジナル・メンバーで33年ぶりとなる来日。
  - ロックバンド・ガガガSPのベーシスト、桑原康伸が体調不良のため緊急入院。これに伴い、19日から開始予定となっていたツアー「結成15周年記念 47都道府県ツアー後半戦〜執念から正念場へ〜」は5公演が中止[30][31]。
- 15日 - 浜崎あゆみが日本でソロアーティストとしては史上初となる総売上5,000万枚に到達した[32]。
- 17日 - AKB48がテレビ朝日系『ミュージックステーション』に出演、卒業を10日後に控えた前田敦子がメンバーとして最後の出演。当日はスペシャルメドレーを披露、また前田はメドレーの途中に視聴者に御礼し、感極まって号泣した[33]。
- 18日 - NHK総合テレビとラジオ第1にて、毎年夏恒例の音楽特別番組『第44回思い出のメロディー』を放送（11日、東京・NHKホールにて公開収録）。司会は四代目市川猿之助（歌舞伎俳優）と黒崎めぐみ（NHK名古屋放送局アナウンサー）が務めた[34][35]。なお例年なら生放送だが、この年はロンドンオリンピックの関係で収録による放送となった。
- 21日 - 演歌歌手の小林幸子が、日本コロムビアとの所属契約を解除していた事がわかった[36]。
- 24〜26日 - AKB48が初の東京ドーム公演を開催。なお24日にAKB48のメンバー再編が発表され、高橋みなみがグループ総監督に就任のほか、宮澤佐江と鈴木まりやがSNH48（ 中国・上海）、高城亜樹と仲川遥香がJKT48（ インドネシア・ジャカルタ）といった海外系列グループへ、また多田愛佳もHKT48へそれぞれ移籍。この他チーム4が廃止となり、11月1日以降従来のA・K・B、3チーム制に復帰（キャプテンもそれぞれ交代）することも明らかになった[37][38][39]。
- 27日
  - AKB48の前田敦子が、この日のAKB48劇場での公演を最後に卒業。
  - Yahoo!ミュージックがこの日をもってサービス終了。

### 9月
- 3日 - NMB48メンバーの城恵理子がこの日、大阪・NMB48劇場でのチームM公演で卒業を発表。学業との両立が難しく、学業に専念することが理由[40]。
- 14日
  - EXILEのリーダーHIROと、歌手・女優の上戸彩がこの日結婚したことを、両者の所属事務所を通じて発表[41]。
  - モーニング娘。11期メンバーとして小田さくらの加入が発表される。
- 16日 - この日沖縄県・宜野湾海浜公園野外特設会場で開催予定だった安室奈美恵のデビュー20周年記念ライブ「namie amuro 20th ANNIVERSARY LIVE in OKINAWA」が、台風16号接近の為開催中止となった[42]。
- 18日 - 「AKB48 29thシングル選抜じゃんけん大会」がこの日、日本武道館で行われ、島崎遥香が優勝[43]。
- 26日 - コンサートの企画・運営会社「フリップサイド」が事実上の経営破綻[44]。
- 30日 - 台風17号が日本列島に接近し、これにより大阪・長居陸上競技場で開催予定だった関ジャニ∞の野外コンサート、また神戸ワールド記念ホールで開催予定だった堂本光一(KinKi Kids)のソロコンサートがそれぞれ中止となった。

### 10月
- 1日 - 食道癌の治療で休養していた作詞家・なかにし礼が、コメンテーターとして出演するテレビ朝日系『ワイド!スクランブル』のこの日の放送より仕事復帰。
- 2日 - ロックバンドエレファントカシマシが、ボーカル宮本浩次が急性感音難聴を患った為、バンド活動を無期限休止することをこの日発表。10月に開催予定だったコンサート及び2013年予定の新春公演の中止が決定[45]。
- 5日 - ザ・ビートルズ、レコードデビュー50周年。
- 8日 -  韓国の女性5人組グループKARAがこの日沖縄で行われた野外イベント「SIGMA FES in OKINAWA」に出演、2013年1月6日にK-POPグループで初となる東京ドーム公演を行う事を発表[46]。
- 10日 -  イギリスの歌手サラ・ブライトマンが2015年に ロシアの宇宙船ソユーズに搭乗し、宇宙旅行する事をこの日（日本時間）発表[47]。
- 15日 - この日0時を以て、1967年にイギリスで制作されたザ・ビートルズの出演映画『マジカル・ミステリー・ツアー』が45年ぶりに解禁[48]。
- 24日 - AKB48のメンバー光宗薫が体調不良を理由に活動を辞退することを発表[49]。
- 26日〜11月24日 - Perfumeが初の海外コンサートツアーをアジア4カ国（ 台湾、 香港、 韓国、 シンガポール）で開催[50]。
- 中旬〜 - イギリスのロックバンド、レッド・ツェッペリンが2007年に行った一夜限りの再結成ライブの模様を収めた映像作品が、世界各地で上映される[51]。

### 11月
- 10日
  - HKT48が2013年にCDデビューすることが決定[52]。
  - AKB48メンバー河西智美がソロデビューすることが発表された[53]。
- 14日 - ヤマハミュージックコミュニケーションズから、ほぼ日刊イトイ新聞発企画のコンピレーションアルバム『恋歌くちずさみ委員会』が、関連書籍と同時発売[54]。
- 20日 - 松任谷由実がデビュー40周年を記念し、記念ベスト盤『日本の恋と、ユーミンと。』を発売[55]。
- 24日〜12月21日 - 安室奈美恵がデビュー20周年を記念し、自身初の5大ドームツアー公演を開催[56]。
- 25日〜12月16日 - ローリング・ストーンズが50周年を記念して、ロンドンとニューヨーク近郊で記念ライブを開催[57]。
- 27日 - 12月3日付オリコン週間ランキングにて、松任谷由実の40周年記念ベスト盤『日本の恋と、ユーミンと。』が発売初週で約33万6000枚で首位となり、これまでランキング入りした松任谷のアルバム58作の総売上枚数が約3015万4000枚を記録し、女性アーティストとしてだけでなくソロとしても初めて3000万枚を突破した[58]。
- 28日 - TBS系テレビドラマ日曜劇場「MONSTERS」の共演がキッカケで誕生したSMAPの香取慎吾と山下智久によるユニット「The MONSTERS」が『MONSTERS』でデビューした。

### 12月
- 5日 - 2007年より活動休止中だった歌手の華原朋美がこの日、恒例の『2012 FNS歌謡祭』（フジテレビ系）に出演、5年ぶりに歌手活動を再開[59]。
- 17日 - フジテレビ系で1994年10月から放送されてきた音楽番組『HEY!HEY!HEY! MUSIC CHAMP』が終了、18年の歴史に幕。
- 20日 - 日本レコード協会のまとめで、音楽CDの年間生産枚数が約1億9662万枚（11月時点）となり、約14年ぶりの増加となった事がわかった[60]。
- 27日 - 子役の芦田愛菜が品川区立総合区民会館（きゅりあん）にて初のソロコンサートを開催。8歳でのソロコンサート開催は史上最年少となる[61]。
- 30日 - 第54回日本レコード大賞を東京・新国立劇場にて開催、TBS系テレビ・ラジオにて放送。大賞はAKB48が「真夏のSounds good !」で2年連続受賞[62]。最優秀新人賞は家入レオ[63]。
- 31日 - 第63回NHK紅白歌合戦を東京・NHKホールにて開催、NHK総合テレビ・ラジオ第1にて放送。テーマは「歌で、会いたい」。出場歌手は紅白両軍合わせて50組、うち初出場は最多の12組。司会は白組を3年連続で嵐、紅組は女優の堀北真希、総合司会は有働由美子アナウンサーが担当。なお、前年まで紅組で33回連続出場していた演歌歌手の小林幸子は落選となった[64]。

## 洋楽シングル
- アデル - 「スカイフォール」
- LMFAO - 「セクシー・アンド・アイ・ノウ・イット」
- カーリー・レイ・ジェプセン「コール・ミー・メイビー」
- リアーナ「ホエア・ハヴ・ユー・ビーン」
- マクフライ「ラヴ・イズ・イージー」
- マドンナ フィーチャリング M.I.A.&ニッキー・ミナージュ「ギヴ・ミー・オール・ユア・ラヴィン」
- マルーン5「ペイ・フォン」
- ロビー・ウィリアムズ - 「キャンディ」

## 洋楽アルバム
- ニッキー・ミナージュ - 『ロマン・リローデッド』
- クリス・ブラウン - 『フォーチュン』
- ワン・ダイレクション - 『テイク・ミー・ホーム』
- ソウルフライ – 『エンスレイヴド』
- ブルース・スプリングスティーン – 『レッキング・ボール』
- ニール・ヤング – 『サイケデリック・ピル』

## ジャズ
- エスペランサ・スポルディング – Radio Music Society
- Jose James – No Beginning No End

## クラシック
- Ludovico Einaudi – Divenire
- Jackie Evancho – Songs from the Silver Screen
- Renée Fleming – Poèmes
- Lesley Garrett – A North Country Lass

## 日本のシングル
- 年間1位はAKB48の「真夏のSounds good !」。昨年に引き続き、1位から5位まで全てミリオンセラーを達成し、年間TOP5を独占した。
- アイドル、LDH、K-POP以外で年間TOP50にチャートインしたアーティストは、Mr.Children、BUMP OF CHICKEN、B'zのみとなっている。

### 年間TOP50
- 1位 AKB48：「真夏のSounds good !」
- 2位 AKB48：「GIVE ME FIVE!」
- 3位 AKB48：「ギンガムチェック」
- 4位 AKB48：「UZA」
- 5位 AKB48：「永遠プレッシャー」
- 6位 嵐：「ワイルド アット ハート」
- 7位 嵐：「Face Down」
- 8位 SKE48：「片想いFinally」
- 9位 SKE48：「キスだって左利き」
- 10位 SKE48：「アイシテラブル!」
- 11位 嵐：「Your Eyes」
- 12位 NMB48：「ナギイチ」
- 13位 NMB48：「ヴァージニティー」
- 14位 NMB48：「純情U-19」
- 15位 エイトレンジャー：「ER」
- 16位 Kis-My-Ft2：「WANNA BEEEE!!!/Shake It Up」
- 17位 NMB48：「北川謙二」
- 18位 Kis-My-Ft2：「We never give up!」
- 19位 関ジャニ∞：「愛でした。」
- 20位 NEWS：「チャンカパーナ」
- 21位 Kis-My-Ft2：「アイノビート」
- 22位 Hey! Say! JUMP：「SUPER DELICATE」
- 23位 Mr.Children：「祈り 〜涙の軌道/End of the day/pieces」
- 24位 EXILE：「ALL NIGHT LONG」
- 25位 Kis-My-Ft2：「SHE! HER! HER!」
- 26位 乃木坂46：「走れ!Bicycle」
- 27位 関ジャニ∞：「あおっぱな」
- 28位 乃木坂46：「おいでシャンプー」
- 29位 乃木坂46：「ぐるぐるカーテン」
- 30位 EXILE TRIBE：「24karats TRIBE OF GOLD」
- 31位 キム・ヒョンジュン：「HEAT」
- 32位 BUMP OF CHICKEN：「グッドラック」
- 33位 SMAP：「Moment」
- 34位 B'z：「GO FOR IT, BABY -キオクの山脈-」
- 35位 SUPER JUNIOR：「Opera」
- 36位 The MONSTERS：「MONSTERS」
- 37位 SMAP：「さかさまの空」
- 38位 福山雅治：「生きてる生きてく」
- 39位 KAT-TUN：「不滅のスクラム」
- 40位 東方神起：「ANDROID」
- 41位 福山雅治：「Beautiful life/GAME」
- 42位 Not yet：「西瓜BABY」
- 43位 前田敦子：「君は僕だ」
- 44位 KAT-TUN：「TO THE LIMIT」
- 45位 山下智久：「愛、テキサス」
- 46位 SMAP：「僕の半分」
- 47位 2PM：「Beautiful」
- 48位 東方神起：「STILL」
- 49位 KARA：「スピード アップ/ガールズ パワー」
- 50位 渡辺麻友：「シンクロときめき」

### インディーズシングル年間10
- 1位 HALLOWEEN JUNKY ORCHESTRA「HALLOWEEN PARTY」
- 2位 INFINITE「Be Mine」
- 3位 INFINITE「She's Back -Japanese Ver.-」
- 4位 ゴールデン・イクシオン・ボンバー DT「DT捨テル/レッツゴーED」
- 5位 baroque「凛然アイデンティティ」
- 6位 baroque「teeny-tiny star」
- 7位 baroque「モノドラマ」
- 8位 イ・ジュンギ「Deucer」
- 9位 AK-69「SWAG IN DA BAG」
- 10位 ゴールデンボンバー「女々しくて」

### 演歌・歌謡年間10
- 1位 関ジャニ∞「愛でした。」
- 2位 氷川きよし「櫻」
- 3位 水森かおり「ひとり長良川」
- 4位 氷川きよし「最後と決めた女だから」
- 5位 五木ひろし「夜明けのブルース」
- 6位 SDN48「口説きながら麻布十番 duet with みの もんた」
- 7位 岩佐美咲「無人駅」
- 8位 香西かおり「酒のやど」
- 9位 三山ひろし「女に生まれて」
- 10位 天童よしみ「おんなの山河」

### Billboard Japan 年間TOP10
※Billboard JAPAN 集計期間: 2011年12月 - 2012年11月
- 1位 AKB48：「真夏のSounds good !」
- 2位 AKB48：「GIVE ME FIVE!」
- 3位 AKB48：「ギンガムチェック」
- 4位 嵐：「ワイルド アット ハート」
- 5位 AI：「ハピネス」
- 6位 嵐：「Face Down」
- 7位 AKB48：「UZA」
- 8位 カーリー・レイ・ジェプセン：「グッド・タイム with アウル・シティー」
- 9位 カーリー・レイ・ジェプセン：「コール・ミー・メイビー」
- 10位 嵐：「Your Eyes」

### ゴールドディスク認定
| 作品名                                                      | 認定       |
| ミリオン                                                    | ミリオン   |
| ----------------------------------------------------------- | ---------- |
| AKB48「永遠プレッシャー」                                   | 2012年12月 |
| プラチナ                                                    |            |
| 乃木坂46「制服のマネキン」                                  | 2012年12月 |
| 乃木坂46「ぐるぐるカーテン」                                | 2014年1月  |
| 福田こうへい「南部蝉しぐれ」                                | 2014年7月  |
| ゴールド                                                    |            |
| SUPER JUNIOR「Opera」                                       | 2012年5月  |
| SUPER JUNIOR「Sexy, Free & Single」                         | 2012年8月  |
| 五木ひろし「夜明けのブルース」                              | 2012年12月 |
| EXILE ATSUSHI「MELROSE 〜愛さない約束〜」                   | 2012年12月 |
| GENERATIONS from EXILE TRIBE「BRAVE IT OUT」                | 2012年12月 |
| NEWS「WORLD QUEST/ポコポンペコーリャ」                      | 2012年12月 |
| 花は咲くプロジェクト「花は咲く」                            | 2012年12月 |
| ももいろクローバーZ「サラバ、愛しき悲しみたちよ」           | 2012年12月 |
| ももいろクローバーZ「猛烈宇宙交響曲・第七楽章「無限の愛」」 | 2013年1月  |
| 中山優馬「Missing Piece」                                   | 2013年2月  |
| いきものがかり「ハルウタ」                                  | 2013年7月  |
| ONE OK ROCK「The Beginning」                                | 2013年7月  |
| ClariS「ルミナス」                                          | 2014年12月 |

## 日本のアルバム

### 年間TOP50
- 1位 Mr.Children：『Mr.Children 2005-2010 ＜macro＞』
- 2位 Mr.Children：『Mr.Children 2001-2005 ＜micro＞』
- 3位 AKB48：『1830m』
- 4位 嵐：『Popcorn』
- 5位 EXILE／EXILE ATSUSHI：『EXILE JAPAN／Solo』
- 6位 桑田佳祐：『I LOVE YOU -now & forever-』
- 7位 コブクロ：『ALL SINGLES BEST 2』
- 8位 Mr.Children：『［(an imitation) blood orange］』
- 9位 松任谷由実：『松任谷由実 40周年記念ベストアルバム 日本の恋と、ユーミンと。』
- 10位 山下達郎：『OPUS 〜ALL TIME BEST 1975-2012〜』
- 11位 安室奈美恵：『Uncontrolled』
- 12位 いきものがかり：『NEWTRAL』
- 13位 ゆず：『YUZU YOU[2006-2011]』
- 14位 EXILE：『EXILE BEST HITS -LOVE SIDE / SOUL SIDE-』
- 15位 関ジャニ∞：『8EST』
- 16位 Kis-My-Ft2：『Kis-My-1st』
- 17位 西野カナ：『Love Place』
- 18位 KARA：『スーパーガール』
- 19位 SMAP：『GIFT of SMAP』
- 20位 FUNKY MONKEY BABYS：『ファンキーモンキーベイビーズ4』
- 21位 JUJU：『BEST STORY 〜Life stories〜』
- 22位 シェネル：『ビリーヴ』
- 23位 L'Arc〜en〜Ciel：『BUTTERFLY』
- 24位 由紀さおり & ピンク・マルティーニ：『1969』
- 25位 少女時代：『GIRLS' GENERATION』
- 26位 Superfly：『Force』
- 27位 BENI：『COVERS』
- 28位 JUJU：『BEST STORY 〜Love stories〜』
- 29位 絢香：『The beginning』
- 30位 GReeeeN：『歌うたいが歌うたいに来て 歌うたえと言うが 歌うたいが歌うたうだけうたい切れば 歌うたうけれども 歌うたいだけ 歌うたい切れないから 歌うたわぬ!?』
- 31位 BIGBANG：『ALIVE』
- 32位 Acid Black Cherry：『『2012』』
- 33位 ASIAN KUNG-FU GENERATION：『BEST HIT AKG』
- 34位 Perfume：『Perfume Global Compilation "LOVE THE WORLD"』
- 35位 アデル：『21』
- 36位 Hey! Say! JUMP：『JUMP WORLD』
- 37位 倖田來未：『JAPONESQUE』
- 38位 浜崎あゆみ：『Party Queen』
- 39位 aiko：『時のシルエット』
- 40位 SKE48：『この日のチャイムを忘れない』
- 41位 少女時代：『GIRLS' GENERATION II 〜Girls & Peace〜』
- 42位 浜崎あゆみ：『A SUMMER BEST』
- 43位 リンキン・パーク：『リヴィング・シングス』
- 44位 カーリー・レイ・ジェプセン：『キス』
- 45位 NEWS：『NEWS BEST』
- 46位 徳永英明：『VOCALIST VINTAGE』
- 47位 KAT-TUN：『CHAIN』
- 48位 きゃりーぱみゅぱみゅ：『ぱみゅぱみゅレボリューション』
- 49位 シェネル：『ラブ・ソングス』
- 50位 ソナーポケット：『ソナポケイズム③ 〜君との365日〜』

### インディーズアルバム年間10
- 1位 ゴールデンボンバー「ゴールデン・アルバム」
- 2位 Def Tech「GREATEST HITS」
- 3位 矢沢永吉「Last Song」
- 4位 HY「PARADE」
- 5位 Ken Yokoyama「Best Wishes」
- 6位 JUN SKY WALKER(S)「B(S)T」
- 7位 ハジ→「ハジバム3。」
- 8位 MAN WITH A MISSION「WELCOME TO THE NEWWORLD Standard-Edition」
- 9位 ゴールデンボンバー「ゴールデンベスト 〜Pressure〜」
- 10位 HY「Route29」

### ゴールドディスク認定
| 作品名                                                                     | 認定       |
| ミリオン                                                                   | ミリオン   |
| -------------------------------------------------------------------------- | ---------- |
| 松任谷由実「松任谷由実 40周年記念ベストアルバム 日本の恋と、ユーミンと。」 | 2016年3月  |
| トリプル・プラチナ                                                         |            |
| EXILE「EXILE BEST HITS -LOVE SIDE / SOUL SIDE-」                           | 2012年12月 |
| 山下達郎「OPUS 〜ALL TIME BEST 1975-2012〜」                               | 2022年7月  |
| プラチナ                                                                   |            |
| いきものがかり「バラー丼」                                                 | 2012年12月 |
| BENI「COVERS:2」                                                           | 2012年12月 |
| YUI「GREEN GARDEN POP」                                                    | 2012年12月 |
| YUI「ORANGE GARDEN POP」                                                   | 2012年12月 |
| カーリー・レイ・ジェプセン「キス」                                         | 2012年12月 |
| テイラー・スウィフト「レッド」                                             | 2013年4月  |
| ワン・ダイレクション「テイク・ミー・ホーム」                               | 2013年4月  |
| SEKAI NO OWARI「ENTERTAINMENT」                                            | 2014年6月  |
| ワン・ダイレクション「アップ・オール・ナイト」                             | 2015年8月  |
| ブルーノ・マーズ「アンオーソドックス・ジュークボックス」                   | 2017年8月  |
| ゴールド                                                                   |            |
| ケツメイシ「KETSUNOPOLIS 8」                                               | 2012年12月 |
| FUNKY MONKEY BABYS「ファンキーモンキーベイビーズ5」                        | 2012年12月 |
| flumpool「experience」                                                     | 2012年12月 |
| プリンセス プリンセス「THE REBIRTH BEST 〜再会〜」                         | 2012年12月 |
| 水樹奈々「ROCKBOUND NEIGHBORS」                                            | 2012年12月 |
| キム・ヒョンジュン「UNLIMITED」                                            | 2012年12月 |
| DJ KAORI「DJ KAORI'S PARTY MIX 3」                                         | 2013年1月  |
| AI「INDEPENDENT」                                                          | 2013年2月  |
| miwa「guitarium」                                                          | 2013年3月  |
| Various Artists「レ・ミゼラブル〜サウンドトラック」                        | 2013年3月  |
| じん「メカクシティデイズ」                                                 | 2013年5月  |
| MAN WITH A MISSION「MASH UP THE WORLD」                                    | 2013年5月  |
| FUN.「サム・ナイツ 〜蒼い夜〜」                                            | 2013年5月  |
| DJ KAORI「DJ KAORI'S PARTY MIX IV」                                        | 2013年11月 |
| Various Artists「EXIT TUNES PRESENTS Vocalodream feat.初音ミク」           | 2014年5月  |
| back number「blues」                                                       | 2015年6月  |
| 清水翔太「MELODY」                                                         | 2016年4月  |

## 音楽配信 (日本)
- 集計　日本レコード協会
- 着うたフルは売上65百万件弱と大幅減少、3年前のピーク時に比べ半分以下となった。代わってPC配信（スマホ含むインターネット配信）が70百万件強と急伸し、着うたフル・シングルCDを追い抜いた。
- 結果として、本年配信開始分で下記4作のフル配信ミリオンが達成された。（下記計数には翌年以降の売上も含まれる）
  - テイラー・スウィフト『私たちは絶対に絶対にヨリを戻したりしない』　※フル合算100万DL
  - カーリー・レイ・ジェプセン『Call Me Maybe』　※フル合算100万DL。本国での初出は2011年。
  - シェネル『Believe』　※フル合算100万DL
  - miwa『ヒカリヘ』　※フル合算100万DL
- 国内フル配信最大手の「レコチョク」社による、2012ランキング（着うたフル+インターネット配信）における年間1位は、安室奈美恵『Love Story』[66] であった。
- iTunes StoreにおけるPC配信の年間1位は、シェネル『Believe』[67] であった。

### 音楽配信ゴールド認定作品
| 作品名                                                                                | 認定月                           |
| ミリオン (1,000,000ダウンロード)                                                      | ミリオン (1,000,000ダウンロード) |
| ------------------------------------------------------------------------------------- | -------------------------------- |
| テイラー・スウィフト「私たちは絶対に絶対にヨリを戻したりしない」                      | 2015年1月                        |
| カーリー・レイ・ジェプセン「コール・ミー・メイビー」                                  | 2018年1月                        |
| シェネル「ビリーヴ」                                                                  | 2018年4月                        |
| miwa「ヒカリヘ」                                                                      | 2018年7月                        |
| トリプル・プラチナ (750,000ダウンロード)                                              |                                  |
| 三代目 J Soul Brothers「花火」                                                        | 2015年9月                        |
| ダブル・プラチナ (500,000ダウンロード)                                                |                                  |
| JUJU「また明日...」                                                                   | 2013年11月                       |
| AKB48「GIVE ME FIVE!」                                                                | 2014年1月                        |
| GReeeeN「ミセナイナミダハ、きっといつか」                                             | 2014年2月                        |
| ももいろクローバーZ「サラバ、愛しき悲しみたちよ」                                     | 2014年9月                        |
| 西野カナ「GO FOR IT!!」                                                               | 2015年3月                        |
| ワン・ダイレクション「リヴ・ホワイル・ウィアー・ヤング」                              | 2015年6月                        |
| BIGBANG「FANTASTIC BABY」                                                             | 2015年8月                        |
| E-girls「Follow Me」                                                                  | 2015年10月                       |
| Ms.OOJA「Be...」                                                                      | 2016年4月                        |
| アウル・シティー&カーリー・レイ・ジェプセン「グッド・タイム」                         | 2017年6月                        |
| AKB48「真夏のSounds good !」                                                          | 2017年10月                       |
| 宇多田ヒカル「桜流し」                                                                | 2018年7月                        |
| プラチナ (250,000ダウンロード)                                                        |                                  |
| Superfly「輝く月のように」                                                            | 2013年9月                        |
| きゃりーぱみゅぱみゅ「ファッションモンスター」                                        | 2013年12月                       |
| ワン・ダイレクション「ホワット・メイクス・ユー・ビューティフル」                      | 2014年1月                        |
| 西野カナ「SAKURA, I love you?」                                                       | 2014年1月                        |
| 西野カナ「私たち」                                                                    | 2014年1月                        |
| JUJU「ただいま」                                                                      | 2014年1月                        |
| 清水翔太 feat.仲宗根泉（HY）「366日」                                                 | 2014年1月                        |
| AKB48「ギンガムチェック」                                                             | 2014年1月                        |
| EXILE TRIBE「24karats TRIBE OF GOLD」                                                 | 2014年1月                        |
| いきものがかり「風が吹いている」                                                      | 2014年1月                        |
| 絢香「はじまりのとき」                                                                | 2014年1月                        |
| SPICY CHOCOLATE「ずっと feat. HAN‐KUN&TEE」                                           | 2014年2月                        |
| JUJU「Sign」                                                                          | 2014年2月                        |
| GReeeeN「オレンジ」                                                                   | 2014年2月                        |
| GReeeeN「雪の音」                                                                     | 2014年2月                        |
| 家入レオ「サブリナ」                                                                  | 2014年2月                        |
| 家入レオ「Shine」                                                                     | 2014年2月                        |
| SPICY CHOCOLATE「ずっと feat. HAN‐KUN&TEE (CM ver.)」                                 | 2014年4月                        |
| 加藤ミリヤ「HEART BEAT」                                                              | 2014年4月                        |
| ニッキー・ミナージュ「スターシップス」                                                | 2014年9月                        |
| アレクサンドラ・スタン「ミスター・サクソビート 〜恋の大作戦〜」                       | 2014年11月                       |
| LiSA「crossing field」                                                                | 2015年2月                        |
| いきものがかり「ハルウタ」                                                            | 2015年4月                        |
| Acid Black Cherry「イエス」                                                           | 2016年1月                        |
| 三代目 J Soul Brothers「Powder Snow 〜永遠に終わらない冬〜」                          | 2016年6月                        |
| EGOIST「名前のない怪物」                                                              | 2016年7月                        |
| back number「青い春」                                                                 | 2017年9月                        |
| マルーン5「ペイ・フォン」                                                             | 2017年12月                       |
| EXILE ATSUSHI「MELROSE 〜愛さない約束〜」                                             | 2017年12月                       |
| 鬼龍院翔 from ゴールデンボンバー「Life is SHOW TIME」                                 | 2018年1月                        |
| ももいろクローバーZ「猛烈宇宙交響曲・第七楽章「無限の愛」」                           | 2018年6月                        |
| 藍井エイル「INNOCENCE」                                                               | 2020年1月                        |
| 水樹奈々「Synchrogazer」                                                              | 2021年4月                        |
| サカナクション「夜の踊り子」                                                          | 2022年2月                        |
| EGOIST「The Everlasting Guilty Crown」                                                | 2022年4月                        |
| ゴールド (100,000ダウンロード)                                                        |                                  |
| Sonar Pocket「世界で一番ステキな君へ。」                                              | 2012年1月                        |
| 福山雅治「生きてる生きてく」                                                          | 2012年5月                        |
| ナオト・インティライミ「君に逢いたかった」                                            | 2012年5月                        |
| サカナクション「僕と花」                                                              | 2012年8月                        |
| シェネル「ストーリー」                                                                | 2012年8月                        |
| EXILE「ALL NIGHT LONG」                                                               | 2012年9月                        |
| ケツメイシ「LOVE LOVE Summer」                                                        | 2012年9月                        |
| 少女時代「PAPARAZZI」                                                                 | 2012年10月                       |
| 西野カナ「Always」                                                                    | 2013年1月                        |
| B'z「Into Free -Dangan-」                                                             | 2013年2月                        |
| コブクロ「紙飛行機」                                                                  | 2013年3月                        |
| マルーン5「ペイ・フォン」                                                             | 2013年3月                        |
| きゃりーぱみゅぱみゅ「CANDY CANDY」                                                   | 2013年5月                        |
| 椎名林檎「自由へ道連れ」                                                              | 2013年9月                        |
| 西野カナ「Happy Song」                                                                | 2013年12月                       |
| 安室奈美恵「Go Round」                                                                | 2014年1月                        |
| 安室奈美恵「ONLY YOU」                                                                | 2014年1月                        |
| 安室奈美恵「Damage」                                                                  | 2014年1月                        |
| 絢香「ツヨク想う」                                                                    | 2014年1月                        |
| いきものがかり「いつだって僕らは」                                                    | 2014年1月                        |
| いきものがかり「KISS KISS BANG BANG」                                                 | 2014年1月                        |
| 後ろから這いより隊G「太陽曰く燃えよカオス」                                           | 2014年1月                        |
| UVERworld「THE OVER」                                                                 | 2014年1月                        |
| EGOIST「名前のない怪物」                                                              | 2014年1月                        |
| SKE48「片想いFinally」                                                                | 2014年1月                        |
| LGYankees「ボクでいいよね ～愛のうた〜 feat. LGMonkees」                              | 2014年1月                        |
| AKB48「重力シンパシー」                                                               | 2014年1月                        |
| AKB48「UZA」                                                                          | 2014年1月                        |
| AKB48「永遠プレッシャー」                                                             | 2014年1月                        |
| 加藤ミリヤ「HEART BEAT」                                                              | 2014年1月                        |
| 加藤ミリヤ「LOVERS partII feat.若旦那」                                               | 2014年1月                        |
| 加藤ミリヤ「今夜はブギー・バック feat.清水翔太&SHUN」                                 | 2014年1月                        |
| 倖田來未「恋しくて」                                                                  | 2014年1月                        |
| 三代目J Soul Brothers「Go my way」                                                    | 2014年1月                        |
| シド「V.I.P」                                                                         | 2014年1月                        |
| スキマスイッチ「ユリーカ」                                                            | 2014年1月                        |
| ST☆RISH「マジLOVE1000%」                                                              | 2014年1月                        |
| Superfly&トータス松本「STARS」                                                        | 2014年1月                        |
| ティーナ・カリーナ「あんた」                                                          | 2014年1月                        |
| 東方神起「Catch Me -If you wanna-」                                                   | 2014年1月                        |
| 中島美嘉「明日世界が終わるなら」                                                      | 2014年1月                        |
| 西野カナ「Be Strong」                                                                 | 2014年1月                        |
| 乃木坂46「制服のマネキン」                                                            | 2014年1月                        |
| 浜崎あゆみ「how beautiful you are」                                                   | 2014年1月                        |
| 浜崎あゆみ「You & Me」                                                                | 2014年1月                        |
| FUNKY MONKEY BABYS「告白」                                                            | 2014年1月                        |
| 前田敦子「君は僕だ」                                                                  | 2014年1月                        |
| miwa「片想い」                                                                        | 2014年1月                        |
| ももいろクローバーZ「Z女戦争」                                                        | 2014年1月                        |
| ブルーノ・マーズ「ロックド・アウト・オブ・ヘヴン」                                    | 2014年1月                        |
| ClariS「ルミナス」                                                                    | 2014年2月                        |
| 黒うさP「千本桜 feat.初音ミク」                                                       | 2014年2月                        |
| GReeeeN「weeeek」                                                                     | 2014年2月                        |
| GReeeeN「pride」                                                                      | 2014年2月                        |
| 少女時代「Oh!」                                                                       | 2014年2月                        |
| 福山雅治「Beautiful life」                                                            | 2014年2月                        |
| ローラ「Memories」                                                                    | 2014年2月                        |
| B'z「Ultra Soul」                                                                     | 2014年3月                        |
| B'z「Love Bomb」                                                                      | 2014年3月                        |
| THE BAWDIES「ROCK ME BABY」                                                           | 2014年4月                        |
| 花は咲くプロジェクト「花は咲く」                                                      | 2014年4月                        |
| 家入レオ「Bless You」                                                                 | 2014年5月                        |
| ピットブル「ドント・ストップ・ザ・パーティー feat. TJR」                              | 2014年9月                        |
| ワン・ダイレクション「キス・ユー」                                                    | 2014年10月                       |
| Kalafina「to the beginning」                                                          | 2014年11月                       |
| BENI「永遠」                                                                          | 2014年11月                       |
| テイラー・スウィフト「トラブル」                                                      | 2015年1月                        |
| ワン・ダイレクション「ワン・シング」                                                  | 2015年1月                        |
| DREAMS COME TRUE「愛がたどりつく場所」                                                | 2015年4月                        |
| KG「もっと愛したかった」                                                              | 2015年5月                        |
| back number「わたがし」                                                               | 2015年5月                        |
| GLORY HILL「LOST」                                                                    | 2015年6月                        |
| 偽物語「白金ディスコ」                                                                | 2015年6月                        |
| 久保田利伸「Bring me up!」                                                            | 2015年10月                       |
| Perfume「Spring of Life」                                                             | 2015年10月                       |
| 凛として時雨「abnormalize」                                                           | 2015年10月                       |
| コブクロ「ココロの羽」                                                                | 2015年11月                       |
| 水樹奈々「BRIGHT STREAM」                                                             | 2015年11月                       |
| back number「恋」                                                                     | 2016年3月                        |
| テイラー・スウィフト「レッド」                                                        | 2016年4月                        |
| ClariS「ナイショの話」                                                                | 2016年5月                        |
| AAA「777 〜We can sing a song!〜」                                                    | 2016年9月                        |
| 浜崎あゆみ「Song 4 u」                                                                | 2016年9月                        |
| UVERworld「REVERSI」                                                                  | 2017年2月                        |
| GRANRODEO「Can Do」                                                                   | 2017年5月                        |
| ZAQ「Sparkling Daydream」                                                             | 2017年5月                        |
| 春奈るな「Overfly」                                                                   | 2017年5月                        |
| LGYankees「Because… ～あなたがいた〜 feat. Noa」                                      | 2018年3月                        |
| 松澤由美「YOU GET TO BURNING」                                                        | 2018年4月                        |
| 星野源「夢の外へ」                                                                    | 2018年12月                       |
| スピッツ「タイム・トラベル」                                                          | 2019年4月                        |
| クリス・ブラウン「ターン・アップ・ザ・ミュージック」                                  | 2019年4月                        |
| クリス・ブラウン「ドント・ウェイク・ミー・アップ」                                    | 2019年4月                        |
| ツヴァイウィング「逆光のフリューゲル」                                                | 2019年6月                        |
| テイラー・スウィフト「ラヴ・ストーリー」                                              | 2019年8月                        |
| ナノ「No pain, No game」                                                              | 2019年12月                       |
| back number「日曜日」                                                                 | 2019年12月                       |
| AAA「虹」                                                                             | 2021年1月                        |
| May'n「Chase the world」                                                              | 2021年7月                        |
| 平田志穂子 feat. 川村ゆみ「key plus words」                                           | 2021年12月                       |
| ジャスティン・ビーバー「ビューティー・アンド・ア・ビート feat. ニッキー・ミナージュ」 | 2022年1月                        |
| テイラー・スウィフト「22」                                                            | 2022年9月                        |
| Aimer「あなたに出会わなければ 〜夏雪冬花〜」                                          | 2022年10月                       |
| 安室奈美恵「In The Spotlight (TOKYO)」                                                | 2023年8月                        |
| SKE48「アイシテラブル!」                                                              | 2024年11月                       |

### ストリーミング認定作品
| 作品名                                                             | 認定月                               |
| プラチナ (100,000,000ストリーミング)                               | プラチナ (100,000,000ストリーミング) |
| ------------------------------------------------------------------ | ------------------------------------ |
| back number「わたがし」                                            | 2023年11月                           |
| カーリー・レイ・ジェプセン with アウル・シティー「グッド・タイム」 | 2024年月                             |
| back number「恋」                                                  | 2024年2月                            |
| テイラー・スウィフト「私たちは絶対に絶対にヨリを戻したりしない」   | 2024年2月                            |
| ゴールド (50,000,000ストリーミング)                                |                                      |
| SEKAI NO OWARI「眠り姫」                                           | 2022年7月                            |
| back number「日曜日」                                              | 2023年6月                            |
| back number「青い春」                                              | 2023年6月                            |
| クリープハイプ「イノチミジカシコイセヨオトメ」                     | 2023年7月                            |
| miwa「ヒカリヘ」                                                   | 2023年10月                           |
| ブルーノ・マーズ「トレジャー」                                     | 2023年12月                           |
| ワン・ダイレクション「リヴ・ホワイル・ウィアー・ヤング」           | 2023年12月                           |
| クリープハイプ「おやすみ泣き声、さよなら歌姫」                     | 2024年3月                            |
| シェネル「ビリーヴ」                                               | 2024年5月                            |
| 西野カナ「GO FOR IT!!」                                            | 2024年6月                            |
| GReeeeN「オレンジ」                                                | 2024年7月                            |
| 三代目 J Soul Brothers「花火」                                     | 2024年8月                            |
| ワン・ダイレクション「ワン・シング」                               | 2024年10月                           |

## 日本のDVD
年間TOP30
- 1位 嵐「ARASHI LIVE TOUR Beautiful World」
- 2位 EXILE「EXILE LIVE TOUR 2011 TOWER OF WISH 〜願いの塔〜」
- 3位 EXILE「EXILE TRIBE LIVE TOUR 2012 〜TOWER OF WISH〜」
- 4位 関ジャニ∞「KANJANI∞ 五大ドームTOUR EIGHT×EIGHTER おもんなかったらドームすいません」
- 5位 東方神起「東方神起 LIVE TOUR 2012 〜TONE〜」
- 6位 Kis-My-Ft2「Kis-My-Ft2 Kis-My-MiNT Tour at 東京ドーム 2012.4.8」
- 7位 少女時代「JAPAN FIRST TOUR GIRLS' GENERATION」
- 8位 安室奈美恵「Namie amuro LIVE STYLE 2011」
- 9位 SMAP「GIFT of SMAP CONCERT'2012」
- 10位 Hi-STANDARD「Live at AIR JAM 2011」
- 11位 KARA「KARA BEST CLIPS II & Shows」
- 12位 Perfume「Perfume 3rd Tour 「JPN」」
- 13位 AKB48「AKB48 よっしゃぁ〜行くぞぉ〜! in 西武ドーム スペシャルBOX」
- 14位 AKB48「AKB48 紅白対抗歌合戦」
- 15位 ケツメイシ「ケツの極 〜MV集〜」
- 16位 Mr.Children「Mr.Children STADIUM TOUR 2011 SENSE -in the field-」
- 17位 A.B.C-Z「Za ABC〜5stars〜」
- 18位 KinKi Kids「King・KinKi Kids 2011-2012」
- 19位 氷室京介「東日本大震災復興支援チャリティライブ KYOSUKE HIMURO GIG at TOKYO DOME "We Are Down But Never Give Up!!"」
- 20位 Hey! Say! JUMP「SUMMARY 2011 in DOME」
- 21位 KAT-TUN「KAT-TUN LIVE TOUR 2012 CHAIN TOKYO DOME」
- 22位 B'z「B'z LIVE-GYM 2011 -C'mon-」
- 23位 AKB48「AKB48 リクエストアワーセットリストベスト100 2012」
- 24位 Hey! Say! JUMP「JUMP WORLD 2012」
- 25位 少女時代「GIRLS' GENERATION COMPLETE VIDEO COLLECTION」
- 26位 RADWIMPS「絶体延命」
- 27位 福山雅治「「生きてる生きてく」TV ver. with 雅秋＆フクラージョ」
- 28位 L'Arc〜en〜Ciel「20th L'Anniversary LIVE -Day2-」
- 29位 V6「V6 live tour 2011 Sexy.Honey.Bunny!」
- 30位 BIGBANG「BIGBANG PRESENTS "LOVE & HOPE TOUR 2011"」

Category:2012年のライブ・ビデオを参照

### ゴールドディスク認定
| 作品名                                                                              | 認定             |
| ダブル・プラチナ                                                                    | ダブル・プラチナ |
| ----------------------------------------------------------------------------------- | ---------------- |
| 嵐「ARASHI アラフェス NATIONAL STADIUM 2012」                                       | 2012年12月       |
| TRF「EZ DO DANCERCIZE」                                                             | 2013年6月        |
| プラチナ                                                                            |                  |
| 関ジャニ∞「KANJANI∞ 五大ドームTOUR EIGHT×EIGHTER おもんなかったらドームすいません」 | 2013年2月        |
| ゴールド                                                                            |                  |
| SMAP「GIFT of SMAP CONCERT'2012」                                                   | 2012年12月       |
| Mr.Children「MR.CHILDREN TOUR POPSAURUS 2012」                                      | 2012年12月       |
| ももいろクローバーZ「ももいろクリスマス2011 さいたまスーパーアリーナ大会」          | 2013年4月        |
| ONE OK ROCK「“残響リファレンス”TOUR in YOKOHAMA ARENA」                             | 2017年6月        |

## 日本のカラオケ年間50
- 1位 AKB48「ヘビーローテーション」
- 2位 ゆず「栄光の架橋」
- 3位 高橋洋子「残酷な天使のテーゼ」
- 4位 ゴールデンボンバー「女々しくて」
- 5位 GReeeeN「キセキ」
- 6位 一青窈「ハナミズキ」
- 7位 MONGOL800「小さな恋のうた」
- 8位 AKB48「フライングゲット」
- 9位 AKB48「Everyday、カチューシャ」
- 10位 BUMP OF CHICKEN「天体観測」
- 11位 EXILE「Lovers Again」
- 12位 斉藤和義「やさしくなりたい」
- 13位 いきものがかり「ありがとう」
- 14位 湘南乃風「純恋歌」
- 15位 倖田來未「愛のうた」
- 16位 AI「Story」
- 17位 スピッツ「チェリー」
- 18位 湘南乃風「睡蓮花」
- 19位 EXILE「Rising Sun」
- 20位 Sonar Pocket「好きだよ。〜100回の後悔〜」
- 21位 石川さゆり「天城越え」
- 22位 レミオロメン「3月9日」
- 23位 WhiteFlame feat.初音ミク「千本桜」
- 24位 GReeeeN「愛唄」
- 25位 福山雅治「家族になろうよ」
- 26位 レミオロメン「粉雪」
- 27位 HY「366日」
- 28位 絢香「三日月」
- 29位 AKB48「会いたかった」
- 30位 少女時代「Gee」
- 31位 西野カナ「会いたくて 会いたくて」
- 32位 コブクロ「桜」
- 33位 安室奈美恵「Love Story」
- 34位 ポルノグラフィティ「アゲハ蝶」
- 35位 AKINO「創聖のアクエリオン」
- 36位 ORANGE RANGE「花」
- 37位 岩崎良美「タッチ」
- 38位 EXILE「道」
- 39位 薫と友樹、たまにムック。「マル・マル・モリ・モリ!」
- 40位 Superfly「愛をこめて花束を」
- 41位 きゃりーぱみゅぱみゅ「つけまつける」
- 42位 五木ひろし「夜明けのブルース」
- 43位 Mr.Children「HANABI」
- 44位 May'n/中島愛「ライオン」
- 45位 supercell「君の知らない物語」
- 46位 香西かおり「酒のやど」
- 47位 少女時代「MR.TAXI」
- 48位 坂本冬美「また君に恋してる」
- 49位 山下智久「愛、テキサス」
- 50位 尾崎豊「I LOVE YOU」

## Billboard 年間TOP10
※Billboard 集計期間: 2011年12月3日 - 2012年11月24日
- 1位 ゴティエ featuring キンブラ：「Somebody That I Used to Know」
- 2位 カーリー・レイ・ジェプセン：「コール・ミー・メイビー」
- 3位 FUN. featuring ジャネール・モネイ「伝説のヤングマン〜ウィー・アー・ヤング〜」
- 4位 マルーン5 featuring ウィズ・カリファ：「ペイ・フォン」
- 5位 エリー・ゴールディング：「Lights」
- 6位 ザ・ウォンテッド：「Glad you came」
- 7位 ケリー・クラークソン：「Stronger (What Doesn't Kill You)」
- 8位 リアーナ featuring カルヴィン・ハリス：「ウィー・ファウンド・ラヴ」
- 9位 ニッキー・ミナージュ：「Starships」
- 10位 ワン・ダイレクション：「What Makes You Beautiful」

## 各チャート
- オリコン
  - Template:オリコン週間シングルチャート第1位 2012年
  - Template:オリコン週間アルバムチャート第1位 2012年
  - Template:オリコン週間アニメシングルチャート第1位 2012年
  - Template:オリコン週間アニメアルバムチャート第1位 2012年
  - Template:オリコン週間演歌・歌謡シングルチャート第1位 2012年
  - Template:オリコン週間DVD音楽チャート第1位 2012年
- Billboard JAPAN
  - Template:Billboard JAPANアニメ楽曲・チャート「Hot Animation」第1位 2012年
  - Template:Billboard JAPANシングル・チャート「Billboard JAPAN Hot 100」第1位 2012年
  - Template:Billboard JAPANアルバム・セールス・チャート「Billboard JAPAN Top Albums」第1位 2012年
  - Template:Billboard JAPANインディーズ・アルバム&シングル・セールス・チャート「Top Independent Albums and Singles」第1位 2012年
  - Template:Billboard JAPANクラシック・アルバム・セールス・チャート「Top Classical Albums」第1位 2012年
  - Template:Billboard JAPANジャズ・アルバム・セールス・チャート「Top Jazz Albums」第1位 2012年
  - Template:Billboard JAPAN洋楽サウンドトラック・アルバム・セールス・チャート「Top Overseas Soundtrack Albums」第1位 2012年
  - Template:Billboard JAPAN R35以上対象番組ラジオ・エアプレイ・チャート「Adult Contemporary Airplay」第1位 2012年
  - Template:Billboard JAPANシングル・セールス・チャート「Hot Singles Sales」第1位 2012年
  - Template:Billboard JAPANラジオ・エアプレイ・チャート「Hot Top Airplay」第1位 2012年
- その他
  - Template:スペースシャワーTV - SUPER HITS PERFECT RANKING 50第1位 2012年

## イベント
- 3月20日 - ALL THAT LOVE（千葉・幕張メッセ）[71]
- 5月26日 - SUPER GAMESONG LIVE 2012 -NEW GAME-（パシフィコ横浜）[72]
- 6月25日 - 指原莉乃プロデュース 第1回ゆび祭りアイドル臨時総会（日本武道館）
- 8月12日、9月8日 - ウルトラパンチLIVE!!（梅田芸術劇場シアター・ドラマシティ、渋谷CLUB QUATTRO）[73]
- 9月13日 - 東日本大震災復興LIVE2012（渋谷公会堂）[74]
- 10月20日、10月21日 - たむらけんじ芸歴20周年記念TKF大祭り(兵庫・淡路島国営明石海峡公園)[75]
- 11月10日、11月11日 - ハッピーMusicLIVE2012（横浜アリーナ）[76]

### 毎年恒例イベント
| 開催日                                               | タイトル |
| ---------------------------------------------------- | --- |
| 1月14日                                              | DEAD POP FESTiVAL 2012 |
| 2月3日・4日                                          | OTO TO TABI vol.2 |
| 2月11日                                              | BAYCAMP 201202 |
| 2月19日                                              | EMI ROCKS 2012（埼玉・さいたまスーパーアリーナ）                                                                                 |
| 3月17日・18日                                        | HAPPY JACK 2012（初回） |
| 3月20日                                              | SANUKI ROCK COLOSSEUM 2012 〜BUSTA CUP 3rd round〜                                                                               |
| 3月31日・4月1日                                      | PUNKSPRING 2012 |
| 3月31日・4月1日・2日・3日                            | SPRINGROOVE 2012 |
| 4月21日                                              | 東日本大震災チャリティープロジェクト「被災地にエールを送ろう! 今こそ立ち上がれ ニッポン! STAND UP! JAPAN」2012（ニコニコ生放送） |
| 4月28日・29日                                        | ARABAKI ROCK FEST.12 |
| 4月28日・29日                                        | ニコニコ超会議（初回）（幕張メッセ）                                                                                             |
| 4月30日                                              | Niigata Rainbow ROCK Market 2012                                                                                                 |
| 4月30日                                              | NTT docomo presents ROCK KIDS 802 SPECIAL LIVE -REQUESTAGE 10-（大阪城ホール）                                                   |
| 5月5日                                               | COMIN'KOBE12 |
| 5月3日・4日・5日                                     | JAPAN JAM 2012 |
| 5月19日                                              | CIRCLE'12 |
| 5月19日                                              | Shimokitazawa SOUND CRUISING（初回）                                                                                             |
| 5月19日・20日                                        | GREENROOM FESTIVAL '12 |
| 5月19日・20日                                        | りんご音楽祭 2012 |
| 5月29日・30日                                        | ROCKS TOKYO(若洲公園) |
| 6月2日                                               | RUSH BALL★R |
| 6月2日・3日                                          | TAICOCLUB '12 |
| 6月2日・3日                                          | SAKAE SP-RING 2012 |
| 6月9日                                               | hoshioto'12（初回） |
| 7月7日                                               | 見放題 2012 |
| 7月7日・8日                                          | 京都大作戦 2012〜短冊にこめた願いよ叶いな祭〜                                                                                    |
| 7月7日・8日                                          | ピースフルラブ・ロックフェスティバル 2012                                                                                        |
| 7月11日・14日・15日                                  | YATSUI FESTIVAL! 2012（初回） |
| 7月14日                                              | MURO FESTIVAL 2012（初回） |
| 7月15日・16日                                        | NANO-MUGEN FES. 2012 |
| 7月21日・22日                                        | KESEN ROCK FESTIVAL'12 |
| 7月28日                                              | TOKAI SUMMIT 2012 |
| 7月21日                                              | FREEDOM NAGOYA 2012 |
| 7月21日・22日                                        | JOIN ALIVE 2012 |
| 7月22日                                              | 琉球フェスティバル2012（日比谷野外大音楽堂）                                                                                     |
| 7月27日・28日・29日                                  | FUJI ROCK FESTIVAL 2012（苗場スキー場）                                                                                          |
| 7月28日                                              | OGA NAMAHAGE ROCK FESTIVAL vol.3                                                                                                 |
| 7月29日                                              | MEET THE WORLD BEAT 2012 |
| 8月3日・4日・5日                                     | ROCK IN JAPAN FESTIVAL 2012（ひたち海浜公園）                                                                                    |
| 8月3日〜5日 8月9日〜12日 8月18日・19日 8月25日・26日 | a-nation2012（国立代々木競技場第一体育館、長居陸上競技場、東京スタジアム（通称・味の素スタジアム））                             |
| 8月4日・5日                                          | TOKYO IDOL FESTIVAL 2012（東京・台場フジテレビ湾岸スタジオおよび周辺）                                                           |
| 8月4日・5日                                          | Office Augusta 20th Anniversary Augusta Camp 2012 in YOKOHAMA                                                                    |
| 8月4日・5日                                          | 八食サマーフリーライブ 2012 |
| 8月10日・11日                                        | RISING SUN ROCK FESTIVAL 2012 in EZO（石狩湾新港樽川埠頭横 野外特設ステージ）                                                    |
| 8月11日〜9月1日                                      | TREASURE05X 2012 |
| 8月12日                                              | WORLD HAPPINESS 2012（夢の島公園陸上競技場）                                                                                     |
| 8月13日                                              | Exciting Summer in WAJIKI'12 |
| 8月18日・19日                                        | SETSTOCK2012（最終回） |
| 8月18日・19日                                        | SUMMER SONIC 2012（QVCマリンフィールド、幕張メッセ、舞洲サマーソニック大阪特設会場）                                             |
| 8月24日・25日                                        | ロックロックこんにちは! Ver.16 〜ヒーロー広場〜                                                                                  |
| 8月25日                                              | 音楽と髭達 2012 -Rainbow- |
| 8月25日                                              | WIRE12 |
| 8月25日・26日                                        | Animelo Summer Live 2012 -INFINITY∞-                                                                                             |
| 8月25日・26日                                        | MONSTER baSH 2012 |
| 8月25日・26日                                        | a-nation stadium fes. 2012（初回）                                                                                               |
| 8月26日                                              | アシタエ Sky Jamboree 2012 〜one pray in nagasaki〜                                                                              |
| 8月26日                                              | DISK GARAGE MUSIC MONSTERS -2012 summer-（初回）                                                                                 |
| 8月30日〜9月1日                                      | RADIO BERRY ベリテンライブ 2012 〜HEAVEN'S ROCK Utsunomiya VJ-2〜                                                                |
| 8月31日・9月1日・2日                                 | 20th Sunset Live 2012 -Love & Unity-                                                                                             |
| 9月1日                                               | EAT THE ROCK 2012（初回） |
| 9月1日・2日                                          | J-WAVE LIVE 2000+12 |
| 9月1日・2日                                          | SPACE SHOWER SWEET LOVE SHOWER 2012                                                                                              |
| 9月2日                                               | 閃光ライオット 2012決勝大会（日比谷野外音楽堂）                                                                                  |
| 9月2日                                               | RUSH BALL 2012 |
| 9月8日                                               | OTODAMA'11-'12 音泉 |
| 9月8日                                               | BAYCAMP 2012 |
| 9月15日・16日                                        | AIR JAM 2012（宮城県国営みちのく杜の湖畔公園みちのく公園北地区風の草原）                                                         |
| 9月15日・16日                                        | イナズマロックフェス 2012（滋賀県草津市烏丸半島芝生広場）                                                                        |
| 9月15日・16日                                        | 風とロック芋煮会＠猪苗代湖 |
| 9月16日・17日                                        | 氣志團万博 2012 〜房総ロックンロール・オリンピック〜                                                                             |
| 9月16日                                              | 若草山MUSIC FESTIVAL 2012（奈良県若草山麓特設ステージ）                                                                          |
| 9月22日                                              | AOMORI ROCK FESTIVAL '12 |
| 9月22日                                              | 京都音楽博覧会 2012 |
| 9月22日・23日                                        | New Acoustic Camp 2012 |
| 9月23日                                              | いしがきミュージックフェスティバル 2012（岩手県・盛岡城跡公園他）                                                                |
| 9月29日・30日                                        | KOYABU SONIC 2012 |
| 10月6日                                              | MEGA☆ROCKS 2012 |
| 10月6日・7日                                         | 朝霧JAM 2012 |
| 10月6日・7日・8日                                    | テレビ朝日ドリームフェスティバル 2012（国立代々木競技場第一体育館、SHIBUYA-AX）                                                  |
| 10月7日                                              | 第6回全日本アニソングランプリ |
| 10月12日・13日・14日                                 | MINAMI WHEEL 2012 |
| 10月20日・21日                                       | 森、道、市場 2012 |
| 10月20日・21日                                       | ボロフェスタ 2012 |
| 10月27日                                             | 湘南音祭 Vol.4.5 |
| 10月27日                                             | LOUD PARK 12 |
| 11月17日                                             | SYNCHRONICITY'12 AUTUMN |
| 12月1日                                              | Act Against Aids 2012 |
| 12月8日                                              | ジョン・レノン・スーパー・ライブ2012（日本武道館）                                                                               |
| 12月23日                                             | ポルノ超特急 2012 |
| 12月23日                                             | 下北沢にて'12（初回） |
| 12月28日・29日                                       | 年末調整GIG 2012 |
| 12月28日・29日・30日・31日                           | COUNTDOWN JAPAN 12/13 |
| 12月29日・30日                                       | RADIO CRAZY 2012 |
| 12月30日・31日                                       | LIVE DI:GA JUDGEMENT 2012 |
| 12月31日                                             | 第63回NHK紅白歌合戦 |

### 日本武道館公演
- 1月1日・2日 - T.M.Revolution
- 1月3日 - Base Ball Bear
- 1月7日 - ViViD
- 1月8日 - LM.C
- 1月13日 - 黒夢
- 1月14日・15日 - ゴールデンボンバー
- 1月18日・19日 - YUI
- 1月21日・22日 - ASKA
- 1月24日 - 沢田研二
- 1月26日 - グータンヌーボ
- 1月28日・29日 - JAM Project
- 2月11日・12日 - 斉藤和義
- 2月15日・16日 - ブライアン・アダムス
- 2月17日 - ジューダス・プリースト
- 2月22日・23日 - ASIAN KUNG-FU GENERATION
- 2月25日 - オフィスオーガスタ
- 2月27日・28日 - 東京事変
- 3月2日 - ナイトメア
- 3月3日・4日・6日 - 木村カエラ
- 3月10日 - ドリームモーニング娘。
- 3月12日・13日・15日・16日 - イル・ディーヴォ
- 3月28日 - SCANDAL
- 3月30日・31日 - HY
- 4月13日 - 九州男
- 4月14日 - Plastic Tree
- 4月19日・21日・22日 - GLAY
- 4月24日・25日 - TM NETWORK
- 4月27日・28日 - 絢香
- 5月2日 - 忌野清志郎
- 5月3日 - 三浦大知
- 5月6日 - lecca
- 5月8日・9日・11日・12日 - Perfume
- 5月18日 - モーニング娘。
- 5月20日 - ミルキィホームズ
- 5月23日 - ノエル・ギャラガーズ・ハイ・フライング・バーズ
- 5月24日・25日・28日・29日・30日・31日 - 2PM
- 6月1日 - イ・スンギ
- 6月6日 - AKB48
- 6月13日・14日 - Love in Action
- 6月18日・19日 - 布袋寅泰
- 6月22日 - AI
- 6月25日 - ゆび祭り
- 6月30日 - BOYFRIEND
- 7月13日・14日 - 松田聖子
- 7月18日・20日 - Acid Black Cherry
- 7月23日 - 清水翔太
- 7月25日・26日 - T-ARA
- 7月27日 - BREAKERZ
- 8月3日 - ソナーポケット
- 8月17日 - 渡辺美里
- 8月18日 - 武道館ピーターパン
- 8月23日 - w-inds.
- 8月31日・9月1日・14日・15日 - いきものがかり
- 9月5日 - U-KISS
- 9月11日・12日 - YUKI
- 9月18日 - AKB48
- 9月21日・22日・23日 - TOKIO
- 9月26日・27日・28日 - ポルノグラフィティ
- 10月2日 - マルーン5
- 10月5日 - ももいろクローバーZ
- 10月9日・10日 - JUJU
- 10月12日・13日 - 長渕剛
- 10月14日 - キマグレン
- 10月17日 - B'z
- 10月26日・27日・28日・30日・31日 - 三代目J Soul Brothers
- 11月1日 - ザ・デュークス・オブ・セプテンバー・リズム・レヴュー
- 11月2日 - 宮崎奈穂子
- 11月5日 - ももいろクローバーZ
- 11月6日 - きゃりーぱみゅぱみゅ
- 11月8日・9日 - ノラ・ジョーンズ
- 11月13日・14日 - 倖田來未
- 11月20日・21日・23日・24日 - プリンセス・プリンセス
- 11月28日・29日 - 吉井和哉
- 11月30日・12月1日 - Act Against AIDS
- 12月3日 - ニッケルバック
- 12月7日 - 倖田來未
- 12月8日 - Dream Power ジョン・レノン スーパー・ライヴ
- 12月12日・13日・15日・16日・17日 - 矢沢永吉
- 12月18日 - SPYAIR
- 12月19日 - The Birthday
- 12月20日 - THE SOLAR BUDOKAN
- 12月21日 - 中村一義
- 12月22日 - 東京女子流
- 12月23日・24日 - THE ALFEE
- 12月26日 - アンジェラ・アキ
- 12月27日 - DECEMBER'S CHILDREN
- 12月29日 - BUCK-TICK
- 12月30日・31日 - 氷室京介

### 東京ドーム公演
- 1月1日 - KinKi Kids
- 4月8日 - Kis-My-Ft2
- 4月14日・15日・16日 - 東方神起
- 4月20日・21日・22日 - KAT-TUN
- 5月6日 - YUKI
- 5月12日・13日 - SUPER JUNIOR
- 5月23日・25日・26日 - Mr.Children
- 6月3日・4日 - ゆず
- 6月16日・17日 - 嵐
- 8月24日・25日・26日 - AKB48グループ
- 9月8日・9日 - タッキー&翼
- 9月26日・27日・28日・29日・30日 - SMAP
- 11月10日・11日 - 関ジャニ∞
- 12月5日 - BIGBANG
- 12月13日・14日・15日・16日 - 嵐
- 12月20日・21日 - 安室奈美恵
- 12月23日・24日 - プリンセス・プリンセス
- 12月30日・31日 - KinKi Kids

## 主要な賞
| 賞                             | 受賞作・受賞者 |
| ------------------------------ | --- |
| 第55回グラミー賞               | - 最優秀レコード賞 - ゴティエ featuring キンブラ「Somebody That I Used to Know」 - 最優秀アルバム賞 - マムフォード・アンド・サンズ「バベル」 - 最優秀楽曲賞 - FUN. featuring ジャネール・モネイ「伝説のヤングマン〜ウィー・アー・ヤング〜」 - 最優秀新人賞 - FUN. |
| 第54回日本レコード大賞         | - 大賞 - AKB48「真夏のSounds good !」 - 優秀作品賞 - JUJU「ありがとう」 - いきものがかり「風が吹いている」 - 西野カナ「GO FOR IT!!」 - 氷川きよし「櫻」 - 香西かおり「酒のやど」 - AAA「777 〜We can sing a song!〜」 - 三代目J Soul Brothers「花火」 - Fairies「White Angel」 - AKB48「真夏のSounds good !」 - 斉藤和義「やさしくなりたい - 最優秀新人賞 - 家入レオ - 最優秀歌唱賞 - 天童よしみ - 最優秀アルバム賞 - 西野カナ｢Love Place｣                                                                                        |
| 第45回日本有線大賞             | - 大賞：氷川きよし「櫻」 - 新人賞、ロングリクエスト賞：岩佐美咲「無人駅」 - 新人賞：臼澤みさき - 特別賞：秋元康、きゃりーぱみゅぱみゅ |
| 第26回日本ゴールドディスク大賞 | - アーティスト・オブ・ザ・イヤー（邦楽）：AKB48 - アーティスト・オブ・ザ・イヤー（洋楽）：レディー・ガガ - ニューアーティスト・オブ・ザ・イヤー（邦楽）：Kis-My-Ft2 - ニューアーティスト・オブ・ザ・イヤー（洋楽）：LMFAO - ニューアーティスト・オブ・ザ・イヤー（アジア）：2PM - シングル・オブ・ザ・イヤー：AKB48「Everyday、カチューシャ」 - アルバム・オブ・ザ・イヤー（邦楽）：いきものがかり『いきものばかり〜メンバーズBESTセレクション〜』 - アルバム・オブ・ザ・イヤー（洋楽）：レディー・ガガ『ボーン・ディス・ウェイ』 |
| 第4回CDショップ大賞            | - 大賞：ももいろクローバーZ「バトル アンド ロマンス」 - 準大賞：星野源「エピソード」 |

## ロンドンオリンピックのテーマソング
| NHK                                     | いきものがかり「風が吹いている」                                    |
| 日本テレビ                              | 嵐「証」                                                            |
| テレビ朝日                              | 福山雅治「GAME」                                                    |
| TBS                                     | SMAP「Moment」                                                      |
| テレビ東京                              | BRADBERRY ORCHESTRA feat.スガシカオ、Crystal Kay、Salyu「Physical」 |
| フジテレビ                              | Superfly & トータス松本「STARS」                                    |
| ロンドンオリンピック 民放ラジオ統一番組 | スクープ!?「この日のために」                                        |
| 文化放送                                | Silent Siren「Milky☆Way」                                           |
| ニッポン放送                            | DIAMOND☆DOGS「イノセントスマイル」                                  |
| 大会公式曲                              | MUSE「SURVIVAL」                                                    |
| 日本オリンピック委員会 選手団公式応援歌 | KYOKO☆「強く美しく」                                                |
| コカ・コーラキャンペーンソング          | 加藤ミリヤ「HEART BEAT」                                            |

## デビュー

### 1月
- 8日 - おやかたオールスターズ「ひよの山かぞえ歌」※両国国技館限定発売[88]
- 10日 - SPICA「きつく」[89]
- 11日 - otetsu「EXIT TUNES PRESENTS THE BEST OF otetsu」
- 11日 - YURI「Love Respect Harmony」
- 18日 - Hello Sleepwalkers「マジルヨル:ネムラナイワクセイ」（メジャーデビュー）[90]
- 18日 - 福原香織とRAB「トロ子のランナンバン」（メジャーデビュー）[91]
- 18日 - 〜Lefa〜「心の華」（インディーズデビュー）[92]
- 21日 - 怪傑!トロピカル丸「トロピカルキッス」[93]
- 25日 - Astronauts「Giant Step」
- 25日 - Oranje.「アイラブユー」
- 25日 - ジョージ☆池添「HAPPY SONG」（インディーズデビュー）[94]
- 25日 - 美脚戦隊スレンダーDX「美脚時代」
- 26日 - B.A.P「WARRIOR」B.A.P[95]
- 箱根コナキンズ※サギ師（ビックスモールン・ゴン））、底辺（どきどきキャンプ・佐藤満春 ）、子泣きジジイ（Hi-Hi 岩崎一則）、サポートメンバー若林の即席ユニット

- RaNia（ 日本デビュー）

### 2月
- 1日 - エビメタ・バンド「HIYASHI-TENCHA」(配信デビュー)
- 1日 - A.B.C-Z「Za ABC〜5stars〜」（DVDデビュー）
- 1日 - 岩佐美咲「無人駅」（ソロデビュー）[96]
- 1日 - daniwellP「Nyan Cat」
- 1日 - 八王子P「electric love」
- 1日 - 星屑スキャット「マグネット・ジョーに気をつけろ」(配信デビュー)
- 8日 - Ray「sign」
- 8日 - Silent Siren「サイサイ」（インディーズデビュー）[97]
- 8日 - DJ SHIMA☆YURI「Lovely Kiss mixed by DJ SHIMA☆YURI」
- 15日 - 赤い公園「透明なのか黒なのか」
- 15日 - 家入レオ「サブリナ」[98]
- 15日 - mckj「NK流儀」
- 15日 - 渋谷慶一郎feat.太田莉菜「サクリファイス」（インディーズデビュー）
- 15日 - すイエんサーガールズ「Sweet Answer」
- 15日 - MaxBoys「大切なもの」
- 15日 - リリィ喜代口&ホセ雅口「リリホセ」
- 15日 - YM「センセーショナル大革命」
- 22日 - 梶裕貴「sense of wonder」（ソロデビュー）[99][100]
- 22日 - SUN OF A STARVE「STARVE」（インディーズデビュー）[101]
- 22日 - HEART♡THROB「HEART THROB|HEART♡THROB」（インディーズデビュー）][101]
- 22日 - 乃木坂46「ぐるぐるカーテン」
- 22日 - はやぶさ「ヨコハマ横恋慕」
- 22日 - 雪乃「You make me blue」[102]、
- 29日 - Good Coming「仲間」
- 29日 - 越山元貴「永遠」[103]、
- 29日 - SHERBET CLOCK「violent passion」（インディーズデビュー）[104]
- 29日 - Studio Apartment「にほんのうた」
- 29日 - 藤巻亮太「光をあつめて」（ソロデビュー）
- 29日 - まえだまえだX「まねきねこダックXのテーマ」
- 29日 - やなぎなぎ「ビードロ模様」[105]
- 29日 - 渡辺麻友「シンクロときめき」（ソロデビュー）[106]

### 3月
- 7日 - ammoflight「桜グラフィティ」（メジャーデビュー）[107][108]
- 7日 - KIDS「LとL」
- 7日 - ジョーディン・テイラー「ジョーディン・テイラー」（インディーズデビュー）[109]
- 7日 - Dear「Dear U」
- 7日 - 2700「右ひじ左ひじ 交互に見て (Danceppoi ver.)」（配信）
- 7日 - プリンセスK「シンデレライフ」[110]
- 7日 - Lily.μ「Lily Music」
- 14日 - 泉綾菜「笑って笑って」
- 14日 - ナノ「nanoir」[111]
- 14日 - 5uppers「それぞれのストーリー」[112]
- 16日 - Prizmmy☆「Everybody's Gonna Be Happy」
- 21日 - IU「Good Day（Japanese Version）」（ 日本デビュー）
- 21日 - SCL Project(natsuP)feat.VanaN’Ice「LAST COLOR」
- 21日 - grram「心の指すほうへ」[113]
- 21日 - シークレットガールズ「Secret girls」（リアルCDデビュー）
- 21日 - しゃむおん「春色ポートレート」
- 21日 - 白鳥美麗（渡辺直美）「ピカル 恋がしたい」[114]
- 2日 - 実谷なな「実谷ななゴールデンベスト-ボカロ曲を歌ってみた-」
- 28日 - ALTKEY「Re:COLORS -00’s cover collection-」（ソロデビュー）[115]
- 28日 - 岸尾だいすけ「BIRTHDAY」（ソロデビュー）[116][117]
- 28日 - 佐香智久「愛言葉」
- 28日 - B.B.かまってちゃん（B.B.クィーンズ・神聖かまってちゃん）「夢のENDはいつも目覚まし!」
- 28日 - 悠木碧「プティパ」（ソロデビュー）[118]
- 28日 - ルンヒャン「さくらびより」
- ザカルディ・コルテス（メジャーデビュー）[119]

### 4月
- 1日 - Cheeky Parade「Cheeky dreamer」（インディーズデビュー）
- 4日 - Applicat Spectra「スペクタクル オーケストラ」[120]（メジャーデビュー）
- 4日 - 宇宙まお「風とどこかへ」（インディーズデビュー）
- 4日 - SUPER JUNIOR-D&E「Oppa, Oppa」（ 日本デビュー）
- 9日 - EXO「MAMA」
- 11日 - Allies「WEEKEND」
- 11日 - 竹達彩奈「Sinfonia! Sinfonia!!!」（ソロデビュー）[121][122][123]
- 11日 - 三浦サリー「泣キ歌」「恋ノ歌」
- 15日 - 大森靖子「PINK」
- 18日 - クリープハイプ「死ぬまで一生愛されてると思ってたよ」[124]
- 18日 - SUPER LiBLAZE & HAPPY☆BEAT「HEART BEAT」
- 18日 - Mye「my ever soul」
- 25日 - アルマカミニイト「茜」[125]
- 25日 - 家の裏でマンボウが死んでるP「My Colorful Confuse」（メジャーデビュー）
- 25日 - 川越シェフ「お米のおはなし/カレーライス学校」[126]
- 25日 - 小林愛香「future is serious」
- 25日 - 小松未可子「Black Holy」（ソロデビュー）[127]
- 25日 - 鈴木このみ「CHOIR JAIL」[128]
- 25日 - DIV「無題のドキュメント」（インディーズデビュー）[129]
- 25日 - 花澤香菜「星空☆ディスティネーション」（ソロデビュー）[130]
- 25日 - ほぼ日P「よりぬきほぼ日Pさん」
- 25日 - 百々和宏「窓」（ソロデビュー）
- 28日 - 神戸・清盛隊「雅華・Gakka・平安～平成に咲き誇れ～」[131]
- Q・パーカー（ソロデビュー）[注釈 5]
- TYB48[132]

### 5月
- 2日 - 指原莉乃「それでも好きだよ」（ソロデビュー）
- 2日 - 春奈るな「空は高く風は歌う」
- 2日 - みやさと奏「風港」[133]
- 5日 - 私立恵比寿中学「仮契約のシンデレラ」（メジャーデビュー）[134]
- 9日 - 相沢舞「キミニトドケ」
- 9日 - Be Choir「BE」（メジャーデビュー）[135]
- 16日 - シシド・カフカ「デイドリームライダー」
- 16日 - つば九郎の仲間たち（つば九郎、村中恭兵、増渕竜義、由規、赤川克紀）「つば九郎音頭～おとなのじじょう～」（神宮球場・配信限定）[136]
- 16日 - ピロカルピン「蜃気楼」（メジャーデビュー）
- 16日 - GLORY HILL「LOST」（メジャーデビュー）
- 16日 - FOUR MINUTES TIL MIDNIGHT「FOUR MINUTES TIL MIDNIGHT」
- 16日 - 水谷千重子（再デビュー）「人生かぞえ歌」
- 23日 - 上間綾乃「唄者」（メジャーデビュー）
- 23日 - 宇宙人「慟哭」（メジャーデビュー）
- 23日 - 岡本信彦「Palette」[137]
- 23日 - キナ・グラニス（英語版）「ステアウェルズ～ジャパン・エディション」[138]
- 23日 - 小南泰葉「嘘憑キズム」（メジャーデビュー）
- 23日 - なあ坊豆腐@那奈「クネクネ☆ブラボー!!」[139]（メジャーデビュー）
- 23日 - 花は咲くプロジェクト「花は咲く」
- 23日 - Machico「Magical Happy Show!」
- 30日 - eyelis「PRE-PRODUCTION」[140]
- 30日 - 上江洌.清作&The BK Sounds!!「アイランド」
- 30日 - CODE-V「君がくれたもの」
- 30日 - じん@自然の敵P「メカクシティデイズ」（メジャーデビュー）[141]
- 30日 - Sweety「UNLUCKY GIRL!!」[142]
- 30日 - PES from RIP SLYME「女神のKISS」（ソロデビュー）
- GANG KIZ[注釈 6]

### 6月
- 6日 - knotlamp「Across My World」
- 6日 - そらる「そらあい」
- 6日 - 寺島拓篤「NEW GAME」（ソロデビュー）[143]
- 6日 - THE NAMPA BOYS「プランジ」（メジャーデビュー）
- 6日 - 永野亮「はじめよう」[144]（ソロデビュー）
- 6日 - MAICO「毎日つづった君へのラブレター」（メジャーデビュー）[145]
- 6日 - BOYFRIEND「We are “BOYFRIEND”」（ 日本デビュー）[146]
- 6日 - 松尾雄史「くちなし慕情」[147]
- 6日 - 蜜「初恋かぷせる」[148]
- 13日 - 小野恵令奈「えれぴょん」（活動再開、ソロデビュー）[149]
- 13日 - paco「pacolate」
- 13日 - Blooming Girls（ブルーミング・ガールズ：南野陽子、森口博子、西村知美）「Knock!! Knock!! Knock!!」
- 13日 - 坊っちゃん「高崎線に乗って」
- 20日 - サラ・オレイン「セレステ」（ 日本デビュー）[150]
- 20日 - 渋沢葉「せきららら」[151]
- 20日 - ジャンク フジヤマ「あの空の向こうがわへ」（メジャーデビュー）[152]
- 20日 - 住岡梨奈「feel you」
- 20日 - cinema staff「into the green」（メジャーデビュー）[120]
- 20日 - 灯油「トモシビアブラ」
- 20日 - Nem feat.初音ミク、GUMI、鏡音レン「from Neverland ～Best of Nem～」
- 20日 - bómi「キーゼルバッファ」[153]
- 20日 - ゆちゃP feat.初音ミク、GUMI、巡音ルカ、鏡音リン「Casino!」
- 20日 - WORLD ORDER「2012」
- 26日 - 3Peace☆Lovers「Virtual Love」（インディーズデビュー）[154]
- 27日 - Open Reel Ensemble「Open Reel Ensemble」
- 27日 - パスピエ「ONOMIMONO」
- 27日 - B1A4「Beautiful Target -Japanese ver.-」（ 日本デビュー）[155]
- リル・クミン[156]

### 7月
- 1日 - 弁天R.シスターズ「魔法のカガミ」[157]
- 4日 - A.F.R.O「北風サマー」（メジャーデビュー）[158]
- 4日 - CLΦSH（囚人P・96猫）「EXIT TUNES PRESENTS FINAL FICTION」
- 4日 - The SALOVERS「いざ、サラバーズ!」（プレデビュー）
- 4日 - sweet ARMS「I.N.G」
- 4日 - THE CHERRY COKE$「BLACK REVENGE」
- 4日 - ピノキオP「Obscure Questions」
- 4日 - まきたんとかんぺいたん「チャチャマンボ島」
- 4日 - ゆづか姫「しゅるりんぱっ!」[159]
- 4日 - rieco「Shining」[160]
- 4日 - 佐土原かおり「ひめくり」
- 10日 - フランク・オーシャン「チャンネル・オレンジ」
- 11日 - アイドルカレッジ「雨のち晴れ」（インディーズ再デビュー）
- 11日 - 小林太郎「MILESTONE」（メジャーデビュー）
- 11日 - ドレスコーズ「Trash」
- 11日 - 三浦涼介「夏だよHONEY!!」
- 11日 - LOVERS ROCREW「DISNEY POP "Love Smile"」
- 11日 - REaaaL!（綾乃美花[161]、秋月三佳[161]、朝倉由舞[161]）「ジニア(produced by Nem)」
- 11日 - Rihwa「CHANGE」（メジャーデビュー）
- 11日 - ローラ「Memories」
- 11日 - ROLL DEEP「今夜もPOI☆POI☆POI」[注釈 7]
- 18日 - _ (アンダーバー)「EXIT TUNES PRESENTS フツーバム～フツーダムに歌ってみた～」
- 18日 - EDEN「Never Cry」( 日本デビュー)発売延期[162]
- 18日 - 小倉唯「Raise」（ソロデビュー）[163]
- 18日 - 空中分解 feat.アンテナガール「ルミナスター」
- 18日 - GO☆TO「COME ON BABY!」（ソロデビュー）[164]
- 18日 - GILLE「I AM GILLE.」（メジャーデビュー）
- 18日 - 透明雑誌「透明雑誌FOREVER」
- 18日 - Vimclip「VIMCLIP」
- 18日 - PAGE「You topia」
- 18日 - ROCO「こどもじゃずいっぱい」
- 23日 - NEXT-STYLE「I say again」
- 25日 - AKLO「RED PILL」（ソロデビュー）
- 25日 - 石崎ひゅーい「第三惑星交響曲」
- 25日 - 臼澤みさき「故郷 ～Blue Sky Homeland～」
- 25日 - ウルトラガール「正義の味方」（インディーズデビュー）[165]
- 25日 - エイトレンジャー「ER」
- 25日 - 後藤まりこ「299792458」
- 25日 - 佐伯ユウスケ「7つのドウキ」
- 25日 - 新芽歩「Doki Doki しちゃうの Oh yeah!」
- 25日 - Sensation「Sensation I」
- 25日 - マチゲリータ「In Other Worlds produced by マチゲリータ」「I ♥ Visualizm feat.初音ミク produced by マチゲリータ」[166]（メジャーデビュー）
- 25日 - Wonder Girls「Nobody For Everybody」（ 日本デビュー）[167]
- 30日 - コナー・メイナード「Contrast」
- Up's Infinity

### 8月
- 1日 - おおたえみり「セカイの皆さんへ/集合体」
- 1日 - CREAM「Whatever feat. WISE & Tarantula (Spontania)」[168]
- 1日 - バクステ外神田一丁目「プロデュース」（インディーズデビュー）
- 1日 - 真桜「時計の針が」
- 1日 - 三浦祐太朗「旅立ち」[169]
- 1日 - すたーふらわー(小林星蘭&谷花音)「年下の男の子」[170]
- 1日 - 三澤紗千香「ユナイト」
- 3日 - 感傷ベクトル「シアロア」
- 7日 - おはガールちゅ!ちゅ!ちゅ!「もっと ぎゅっと ハート」（インディーズデビュー）
- 8日 - A-JAX「ワン・フォー・ユー -ONE 4 U-」（ 日本デビュー）[171]
- 8日 - スクープ!?「この日のために」（インディーズデビュー）
- 8日 - G20+ネプ&イモト「ボクラノセカイ」[172]
- 8日 - N.O.B.U!!!「POWER TO THE PEOPLE!!」（メジャーデビュー）
- 8日 - パンクブーブー「恋のパンクブーブー」
- 8日 - 168 -one sixty eight-「雪月花」(再デビュー)
- 15日 - 鴨女ジャージ部「ジャージ部魂!/ジャージ部のうた-完全版-」
- 15日 - 東京カランコロン「ゆらめき☆ロマンティック」（メジャーデビュー）
- 15日 - Nothing's Carved In Stone「Silver Sun」[120]（メジャーデビュー）
- 15日 - Party Rockets「初恋ロケット」（メジャーデビュー）
- 22日 - AISHA「この声枯らして feat. CHEHON」[173]
- 22日 - ACE OF SPADES「WILD TRIBE」
- 22日 - Civilian Skunk「DRAGON BOY」（メジャーデビュー）[120][174]
- 22日 - トーンジュエル「キミイロノート」（メジャーデビュー 現:TJ (トーンジュエル) [175]）[176]
- 22日 - BUZZ THE BEARS「燦燦」
- 22日 - 原由実「HANABI」（ソロデビュー）[177]
- 22日 - まなみのりさ「BLISTER/会いたくなったらたちまちおいで」（メジャーデビュー）
- 22日 - 山崎あおい「ツナガル」
- 22日 - Linked Horizon「ルクセンダルク小紀行」
- 27日 - 夢みるアドレセンス「はじめての輝き」（インディーズデビュー）
- 29日 - ストラト☆ダンサーズ「運命論メロン」
- 29日 - なついろ「君の涙にこんなに恋してる」[178]
- 29日 - 虹原ぺぺろん「ReFraction-BEST OF PeperonP-」
- 29日 - Le Velvets「Le Velvets」（メジャーデビュー）
- 31日 - FIESTAR「VISTA」[179]

### 9月
- 5日 - The SALOVERS「珍文完聞 -Chin Bung Kan Bung-」（正式デビュー）
- 12日 - Dancing Dolls「タッチ-A.S.A.P.-/上海ダーリン」[120]（メジャーデビュー）
- 12日 - ティーナ・カリーナ「ティーナ・カリーナ」
- 19日 - 近藤晃央「フルール」（メジャーデビュー）[180]
- 19日 - MANNISH BOYS「Ma! Ma! Ma! MANNISH BOYS!!!」
- 19日 - ハジメノヨンポ「帰ってきたヨンポ」[181]
- 26日 - 高槻かなこ[182]「凡常シンデレラの汁気のあるお願い」
- 26日 - ベイビーレイズ「ベイビーレイズ」

青山☆聖ハチャメチャハイスクール、アリスた〜ず★、カーリー・レイ・ジェプセン（メジャーデビュー）、ClipClip、GOLD RUSH（メジャーデビュー）、joy 、滝口成美（ソロデビュー）、木村竜蔵（メジャーデビュー）、PURETTY（ 日本デビュー）、マイケル・キワヌーカ、MILANO、瑠奈、LUNAFLY、UNIST（メジャーデビュー）、ゆよゆっぺ（メジャーデビュー）、ライアン・ルイス、Muddy Apes

### 10月
- 3日 - 川畑要「TOKYO GIRL」（ソロデビュー）
- 3日 - 松井咲子「呼吸するピアノ」（ソロデビュー）[194]
- 3日 - バンドじゃないもん!「バンドじゃないもん!」[195]
- 3日 - The Mirraz「僕らは/気持ち悪りぃ」
- 10日 - BYEE the ROUND「ハローイエロー」（メジャーデビュー）[120]
- 10日 - HaKU「Simulated reality」[196]（メジャーデビュー）
- 10日 - palet「Hello, palet」[197]
- 24日 - 鬼龍院翔「Life is SHOW TIME」（ソロデビュー）
- 24日 - ZAQ「Sparkling Daydream」
- 24日 - chay「はじめての気持ち」[120]、
- 31日 - チームしゃちほこ「ザ・スターダストボウリング」（メジャーデビュー）

あきち、AMOYAMO（メジャーデビュー）、泉沙世子、イ・ハイ、
ウェザーガールズ（ 日本デビュー）、Capella、ケンドリック・ラマー（メジャーデビュー）、KoN（ 日本デビュー）、Silent Lily 、JAMINLEO（メジャーデビュー）、SCREW（メジャーデビュー）、真空ホロウ（メジャーデビュー）、ソン・スンヨン、TimeZ、田嶋陽子、チュウォン（ 日本デビュー）、TEAM美魔女、Tessei Tojo、THE××ズ（メジャーデビュー）、Newwy（ 日本デビュー）、パナシェ!、ハンサムケンヤ（メジャーデビュー）、美脚時代、FrilL FleuR、真矢みき（メジャーデビュー）、MIDORI、モデルガールズ、ローソン （ 日本デビュー）、ヤナキク、有形ランペイジ（メジャーデビュー）、ヨヒ、詩音、FLEA MARKET

### 11月
- 7日 - i☆Ris「Color」[217]
- 7日 - THE SECOND from EXILE「THINK 'BOUT IT!」
- 7日 - wacci「ウィークリー・ウィークデイ」[120]
- 14日 - 堂珍嘉邦「Shout/hummingbird」（ソロデビュー）
- 14日 - Silent Siren「Sweet Pop!」（メジャーデビュー）[218]
- 14日 - ハルカトミユキ「虚言者が夜明けを告げる。僕たちが、いつまでも黙っていると思うな。」[219]（インディーズデビュー）
- 14日 - Yun*chi「Yun*chi」[220][221]
- 21日 - GENERATIONS from EXILE TRIBE「BRAVE IT OUT」（メジャーデビュー）[222]
- 21日 - 科学究明機構ロヂカ?「サイエンスガール ▽ サイレンスボーイ」
- 28日 - The MONSTERS「MONSTERS」（期間限定）[223]

ayami（メジャーデビュー）、アトムス・フォー・ピース、アンミカ、壱岐尾彩花、IsamU、泉沙世子、ヲタみん、グリーンノートコースター、SHIKATA（メジャーデビュー）、CWOユニット、地球三兄弟(奥田民生、YO-KING、桜井秀俊)、TWIN CROSS、ノ・ジフン、パーマ・ヴァイオレッツ、はっぴー超じぇねレ〜ション 、ピープル・ゲット・レディ、20E Girls 、挾間美帆、みきちゅ、jyA-Me（メジャーデビュー）、優梨花、READ ALOUD、LucaRuca（まつきあゆむ、藤谷文子）、√9（メジャーデビュー）、ロリーン（ 日本デビュー）、wacci（メジャーデビュー）、AFRAに曽我部、杵家七三社中、KOJIMA(ソロデビュー)、koma'n、The Beatmoss

### 12月
- 5日 - SAKANAMON「na」[246]（メジャーデビュー）
- 5日 - さめざめ「愛とか夢とか恋とかSEXとか」（メジャーデビュー）[247]
- 5日 - 鈴木福「イヤイヤYO〜!!」（ソロデビュー）
- 12日 - 南條愛乃「カタルモア」（ソロデビュー）[248]
- 12日 - 新山詩織「だからさ 〜acoustic version〜」[249]
- 12日 - ぽこた「28歳で会社を辞めて音楽活動に専念しているぽこたああああああああああああ」
- 12日 - Rabbit「裸人」[250]
- 19日 - Tia「ラブミーギミー」
- 26日 - 河西智美「まさか」（ソロデビュー）

乙女新党、KLOOZ（メジャーデビュー）、黒木渚、コンピューター・マジック、SOUND HOLIC、スカイラー・グレイ（メジャーデビュー、再デビュー）、16FLIP（ソロデビュー）、椎名ぴかりん、トゥエンティ・ワン・パイロッツ（メジャーデビュー）、トゥレル・ブレイズ（ソロデビュー）、Face（再デビュー）、ミック・ハックネル（ソロデビュー）、ミシェル・テロ（ 日本デビュー）、ムシケラトプス、BURN DOWN

## 結成

### アイドル・ガールズグループ・ボーイバンド
- Ai-Girls
- I'S wing（ - 2017年）
- i☆Ris
- アキシブproject
- ABCHO（ - 2018年）
- amiinA
- あゆみくりかまき（ - 2021年）
- EXID（ - 2019年）
- ウルトラガール（ - 2017年）
- AOA
- A応P（ - 2021年）
- ARA（ - 2013年）
- EXCITE（ - 2016年）
- EXO
- SNH48
- Especia（ - 2017年）
- 愛の葉Girls（ - 2019年）
- 大阪☆春夏秋冬
- ALLOVER
- 乙女新党（ - 2016年）
- おにごっ娘（ - 2018年）
- おやゆびプリンセス（ - 2018年）
- ORANGE PORT（ - 2019年）
- 科学究明機構ロヂカ?（ - 2017年）
- カスタマイZ（ - 2016年）
- からっと☆（ - 2015年）
- CRAYON POP（ - 2018年）
- CROSS GENE（ - 2019年）
- KOBerrieS♪
- さんみゅ〜（ - 2020年）
- GEM（ - 2018年）
- C-CLOWN（ - 2015年）
- The SeeYa（ - 2015年）
- 少女時代-テティソ（ - 2017年）
- STAR☆ANIS
- Snow Man
- SPEED（ - 2015年）
- Spica（ - 2017年）
- There There Theres（ - 2019年）
- Seven Colors（ - 2020年）
- TAHITI（ - 2018年）
- Cheeky Parade（ - 2018年）
- Travis Japan
- なにわ皇子
- NU'EST（ - 2022年）
- Party Rockets GT（ - 2020年）
- ハニースパイス（ - 2017年）
- palet（ - 2017年）
- HELLOVENUS（ - 2019年）
- B.A.P（ - 2019年）
- BTOB
- Vienolossi
- VIXX
- BIGSTAR（ - 2019年）
- PPP! PiXiON（ - 2018年）
- Pimm's
- 100%（ - 2021年）
- PURETTY（ - 2014年）
- FIESTAR（ - 2018年）
- ぶどう党
- FLASHE
- Prizmmy☆（ - 2017年）
- ベイビーレイズJAPAN（ - 2018年）
- Marble-Maple
- 3776
- ミラクルマーチ（ - 2015年）
- メチャハイ♡（ - 2017年）
- 夢みるアドレセンス
- 凸凹凸凹-ルリロリ-（ - 2020年）
- REGIIIIINA!!（ - 2016年）

### バンド・音楽グループ・音楽ユニット
- ARTIFACT OF INSTANT
- 赤色のグリッター（ - 2017年）
- AKMU
- arrival art
- アルマカミニイト
- Yeti
- イタリア6番地
- イトヲカシ（ - 2018年）
- ウィンターガタン
- ウワノソラ
- ACE OF SPADES
- EXILE THE SECOND
- エコ怪獣（ - 2018年）
- ETERNAL JOURNEY
- エリシオン・フィル
- オーケストラ・トリプティーク
- OKAJI with JUNKO
- Official髭男dism
- Omoinotake
- オレンジスパイニクラブ
- KAKASHI
- かと*ふく（ - 2016年）
- geek sleep sheep（ - 2018年?）
- 幾何学模様
- キミトサイン（ - 2018年）
- ギャランティス
- クアイフ
- 空中分解 feat.アンテナガール（ - 2020年）
- 首振りDolls
- climbgrow
- グレタ・ヴァン・フリート
- ゲスの極み乙女。
- go!go!vanillas
- THE SALIVANS
- THE XXXXXX（ - 2019年）
- THE TEENAGE KISSERS（ - 2016年）
- The HIGH
- THE BEAT GARDEN
- The Floor
- The BONEZ
- ザ・ヴァンプス
- ザ・ペンフレンドクラブ
- ザ・ワイナリー・ドッグス
- さよなら、また今度ね（ - 2016年）
- SECRET GUYZ（ - 2018年）
- CTS（ - 2018年?）
- SeeVa（ - 2012年）
- sheeplore
- JCAユースクワイア
- JTR
- Shiggy Jr.（ - 2019年）
- CICADA（ - 2019年）
- SIX LOUNGE
- Shout it Out（ - 2018年）
- 新・チロリン（ - 2015年?）
- 水曜日のカンパネラ
- sweet ARMS
- スコット&リバース
- StarS（ - 2016年?）
- 須藤寿 GATALI ACOUSTIC SET
- スパンカーズ
- セキュリティ・プロジェクト
- SEPTALUCK
- Sensation
- 谷川POPゴリラ
- CHAI
- つるの剛士&Seacandles
- DMA'S
- DYGL
- TEMPURA KIDZ
- とけた電球
- ドレスコーズ
- なついろ（ - 2016年）
- 南部マンゴーパーティーズ
- 虹色侍
- NoNoNo
- HIGH FLUX
- H△G
- 禿夢
- HAPPY
- 華風月
- Paris→PVRIS
- ハルカトミユキ
- HALLOWEEN JUNKY ORCHESTRA
- HELLO JAP（ - 2014年?）
- 半熟BLOOD
- HAMBURGER BOYS
- Beerers
- ヒステリックパニック
- 羊文学
- HIP BEAN SPROUT（ - 2018年）
- ヒバクシャ
- 秘部痺れ
- 5uppers（ - 2012年）
- fhána
- PHANTOM（ - 2017年）
- Field of Forest（ - 2015年）
- フィッシュライフ（ - 2018年）
- Fiima（ - 2017年）
- ふぇのたす（ - 2015年）
- BL∀CK■MASQUE
- FREAK
- PELICAN FANCLUB
- べる。（ - 2014年）
- ペロペロしてやりたいわズ。→PERO（ - 2020年）
- Homecomings
- polly
- VOBAVOBA
- Bordeaux（ - 2017年）
- マカロニえんぴつ
- MACK STYLE
- Mili
- 民謡クルセイダーズ
- メガネツインズ
- 眩暈SIREN
- 牡丹峰楽団
- YAJICO GIRL
- ヤバイTシャツ屋さん
- jan and naomi
- Young Juvenile Youth
- YoNaGa
- Rabbit（ - 2014年?）
- LoVendoЯ（ - 2019年）
- la la larks
- ЯeaL
- RIP ADDICTION（ - 2021年）
- Revision of Sence（ - 2021年）
- 緑黄色社会
- Lilith（ - 2017年）
- LILI LIMIT（ - 2018年）
- Linked Horizon
- ルルルルズ
- レイヴ
- Loe（ - 2014年）
- LOKA
- LONGMAN

## 活動再開・再結成
- 1月6日 - プリンセス・プリンセス - 震災復興支援のために1年限定で、16年ぶりにオリジナルメンバーで再結成[259][260]。
- 3月12日 - ブリーフ&トランクス（12年ぶり）[261]
- 4月5日 - コブクロ[11]
- 10月4日 - T-BOLAN（13年ぶり）[262]
- 11月 - 倖田來未（産前産後休業明け）[263]
- 12月1日 - RAG FAIR[264]
- 12月5日 - 華原朋美 - FNS歌謡祭で5年ぶりに復帰[59]

## 活動休止・解散・引退したアーティスト

### 活動休止
- 2月 - やしきたかじん（食道癌治療のため[265]）
- レミオロメン(2月1日)[266]
- 3月 - さぁさ[267]
- 3月 - ドリームモーニング娘。（第一章終幕）
- 4月 - CHEMISTRY[268]
- 6月 - セクシー☆オールシスターズ[269]
- 10月 - エレファントカシマシ（ボーカル宮本浩次急病のため）[270]
- 10月 - 太平洋不知火楽団[271]
- 12月31日 - YUI[272]（2013年4月2日活動再開）

### 引退
- 3月 - 大橋のぞみ（学業専念のため[273]）
- 5月 - 香田晋[274]

### 解散
- 2月10日 - GO!GO!7188[275]
- 2月29日 - 東京事変[276][277][278]
- 3月10日 - JANGA69
- 3月24日 - serial TV drama
- 3月31日
  - SDN48[10]
  - Clip-clop
  - C-ZONE
- 4月19日 - DOPING PANDA[279]
- 5月31日 - Rhythmic
- 6月11日 - School Food Punishment[280]（同年2月より無期限活動休止中[281]）
- 7月4日 - YELLOW FRIED CHICKENz[282]
- 8月14日 - スカートの中[283]
- 8月27日 - GABBA[284]
- 12月27日 - ステレオポニー[285]
- 12月29日 - Tomato n' Pine[286]
- 12月31日 - YA-KYIM

## 誕生
- 7月16日 - 倖田來未の第一子となる男児
- 9月23日 - 黒木メイサの第一子となる女児

## 死去
- 01月05日 - 林光（東京都、作曲家 *1931年）
- 01月07日 - 西條キロク（静岡県、作曲家 *1938年）
- 01月15日 - 布谷文夫（北海道、ロックンロール歌手 *1947年）
- 01月23日 - 堀部隆次（大阪府、アコーディオン奏者 *1921年）[287]
- 02月04日 - 芦野宏（東京都、シャンソン歌手　*1924年）
- 02月11日 - ホイットニー・ヒューストン（ アメリカ合衆国、歌手 *1963年）
- 02月22日 - 北公次（和歌山県、歌手、フォーリーブス元メンバー *1949年）
- 02月29日 - デイビー・ジョーンズ（ イギリス、歌手、ザ・モンキーズメンバー *1945年）
- 03月03日 - ロニー・モントローズ（ アメリカ合衆国、ギタリスト *1947年）
- 03月06日 - 諏訪根自子（東京府、バイオリン奏者 *1920年）
- 04月08日 - 安岡力也（埼玉県、ロックンロール歌手、シャープ・ホークスボーカル *1947年）
- 04月21日 - 馬場育三（東京都、Dragon Ashベーシスト *1965年）
- 05月02日 - 長良じゅん（東京都、芸能プロモーター、長良プロダクション会長 *1938年）
- 05月04日 - アダム・ヤウク（ アメリカ合衆国、ミュージシャン、ビースティ・ボーイズメンバー *1964年）[288]
- 05月08日 - 大谷洌子（広島県、ソプラノ歌手 *1919年）
- 05月13日
  - 陳昌鉉（ 日本、大韓民国人バイオリン製作者 *1929年）[289]
  - ドナルド・ダック・ダン（ アメリカ合衆国、ベーシスト *1941年）[290]
- 05月16日 - チャック・ブラウン（英語版）（ アメリカ合衆国、黒人ミュージシャン *1936年）[291]
- 05月17日
  - 森川信幸（東京都、サクソフォーン奏者 *1932年）[292]
  - ドナ・サマー（ アメリカ合衆国、歌手 *1948年）
- 05月20日 - ロビン・ギブ（ イギリス、歌手、ビージーズメンバー *1949年）
- 05月22日 - 吉田秀和（東京都、音楽評論家(クラシック評論) *1913年）
- 05月24日
  - 畑中良輔（福岡県、バリトン歌手、合唱指揮者、音楽評論家、作曲家 *1922年）
  - 鈴木義之（神奈川県、ギタリスト、寺内タケシとバニーズのベーシスト *1946年）[293]
- 05月30日 - 尾崎紀世彦（神奈川県、歌手 *1943年）[注釈 20][294]
- 06月04日 - ジョニー吉長（福岡県、ドラマー *1949年）
- 06月15日 - 伊藤エミ（愛知県、歌手、ザ・ピーナッツ *1941年）
- 06月28日 - 小野ヤスシ（鳥取県、歌手・タレント、ドンキーカルテットボーカル *1959年）
- 07月12日 - 松永孝義（ 日本、MUTE BEATのベーシスト *1958年）[295]
- 07月16日 - ジョン・ロード（ イギリス、ミュージシャン、元ディープ・パープル *1941年）[296]
- 08月02日 - ミハエラ・ウルスレアサ（ ルーマニア、ピアニスト * 1978年）[297]
- 08月06日
  - ルッジェーロ・リッチ（ アメリカ合衆国、ヴァイオリニスト *1918年）[298]
  - マーヴィン・ハムリッシュ（ アメリカ合衆国、作曲家、1973年アカデミー作曲賞・アカデミー歌曲賞受賞者 *1944年）[299]
- 08月21日 - 南安雄（京都府、作曲家・指揮者 *1931年）
- 08月27日 - 横森良造（神奈川県、アコーディオン奏者 *1933年）
- 09月01日 - ハル・デヴィッド（ アメリカ合衆国、作詞家 *1921年）[300]
- 09月25日 - アンディ・ウィリアムス（ アメリカ合衆国、歌手 *1927年）
- 10月02日（死亡報道日） - 島田和夫（大阪府、ドラマー、憂歌団元メンバー *1954年）
- 10月06日 - 岩浪洋三（愛媛県、ジャズ評論家、元スイングジャーナル編集長、尚美学園大学客員教授 *1933年）
- 10月26日
  - 佐藤博（ 日本、キーボーディスト、ティン・パン・アレー元メンバー *1947年）[301]
  - 桑名正博（大阪府、ロック歌手 *1953年）[302]
- 11月10日 - 桜井センリ（ イギリス生、ジャズミュージシャン、ピアニスト、ハナ肇とクレージーキャッツメンバー *1924年）[303]
- 11月19日
  - ピート・ラロカ（ アメリカ合衆国、ジャズドラマー *1938年）
  - 宮史郎（兵庫県、歌手、ぴんからトリオ元メンバー *1943年）
- 12月04日 - ジョナサン・ハーヴェイ（ イギリス、作曲家 *1939年）
- 12月05日 - デイヴ・ブルーベック（ アメリカ合衆国、ジャズピアニスト、作曲家、デイヴ・ブルーベック・カルテット（英語版）メンバー *1920年）[304]
- 12月09日 - ジェニー・リベラ（ アメリカ合衆国、歌手 *1969年）[305]
- 12月11日
  - ラヴィ・シャンカル（ インド、シタール奏者、ノラ・ジョーンズの父 *1920年）[306]
  - ガリーナ・ヴィシネフスカヤ（ ソビエト連邦（現： ロシア）、ソプラノ歌手 *1926年）[307]
- 12月26日 - 西川幸男（千葉県、芸能プロモーター、新栄プロダクション会長 *1925年）
- 12月28日 - 岡本敦郎（北海道、歌手 *1924年）